# Fresadora

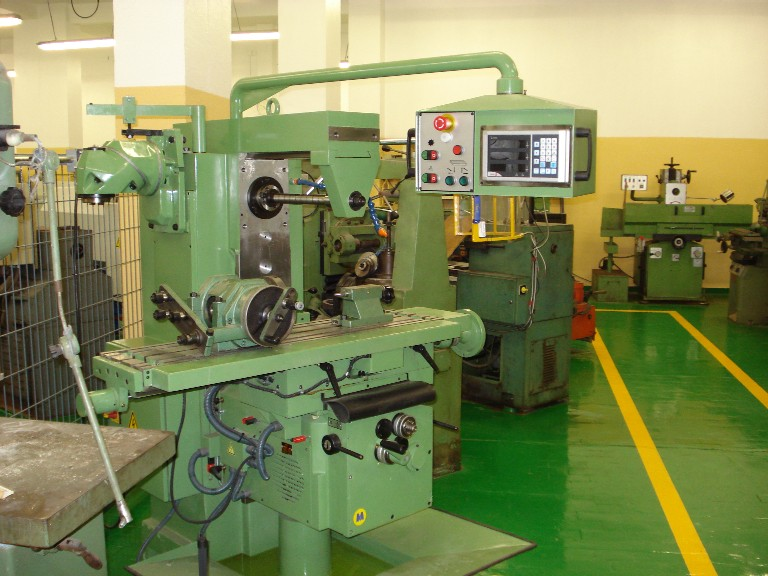
Fresadora universal con sus accesorios.

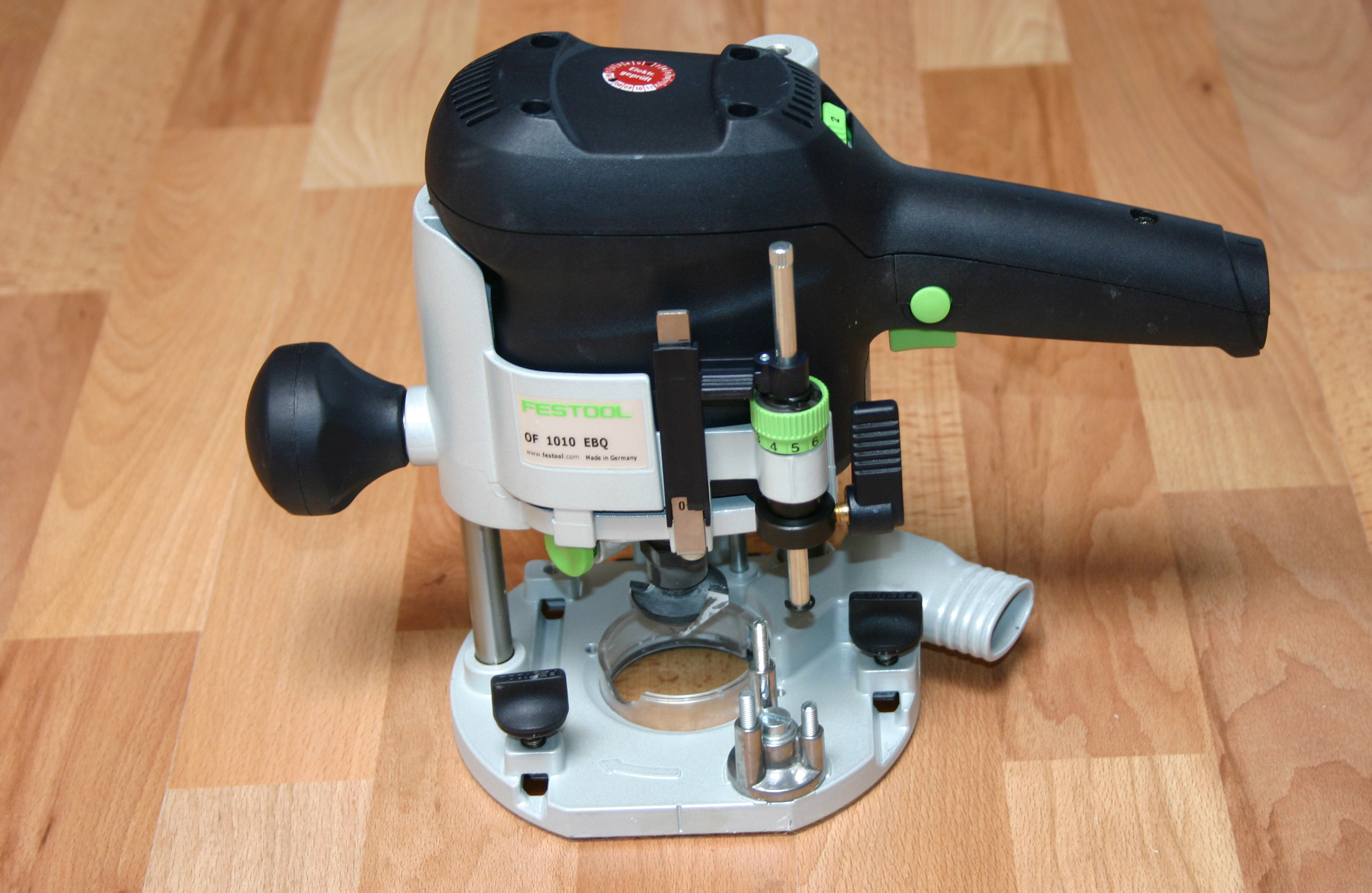
Una fresadora de mano para madera.

Una fresadora es una máquina herramienta diseñada para realizar trabajos de mecanizado por arranque de viruta, mediante el movimiento de una herramienta rotativa de varios filos de corte, denominada fresa. Mediante el fresado se pueden mecanizar los más diversos materiales, como madera, acero, fundición de hierro, metales no férricos y materiales sintéticos, superficies planas o curvas, de entalladura, de ranuras, de dentado, etc. Además, las piezas fresadas pueden ser desbastadas o afinadas. En las fresadoras tradicionales, la pieza se desplaza acercando las zonas a mecanizar a la herramienta, permitiendo obtener formas diversas, desde superficies planas a otras más complejas.
Inventadas a principios del siglo XIX, las fresadoras se han convertido en máquinas básicas en el sector del mecanizado. Gracias a la incorporación del control numérico, son las máquinas-herramienta más polivalentes por la variedad de mecanizados que pueden realizar y por la flexibilidad que permiten en el proceso de fabricación. La diversidad de procesos mecánicos y el aumento de la competitividad global han dado lugar a una amplia variedad de fresadoras que, aunque tienen una base común, se diferencian notablemente según el sector industrial en el que se utilicen. Asimismo, los progresos técnicos de diseño y calidad en las herramientas de fresar han posibilitado emplear parámetros de corte muy altos, lo que conlleva una reducción drástica de los tiempos de mecanizado.
Debido a la variedad de mecanizados que se pueden realizar en las fresadoras actuales, al amplio número de máquinas diferentes entre sí, tanto en su potencia como en sus características técnicas, a la diversidad de accesorios utilizados y a la necesidad de cumplir especificaciones de calidad rigurosas, la utilización de fresadoras requiere de personal cualificado profesionalmente, ya sea programador, preparador o fresador.
El empleo de estas máquinas, con elementos móviles y cortantes, así como líquidos tóxicos para la refrigeración y lubricación del corte, requiere unas condiciones de trabajo que preserven la seguridad y salud de los trabajadores y eviten daños a las máquinas, a las instalaciones y a los productos finales o semielaborados.

## Historia

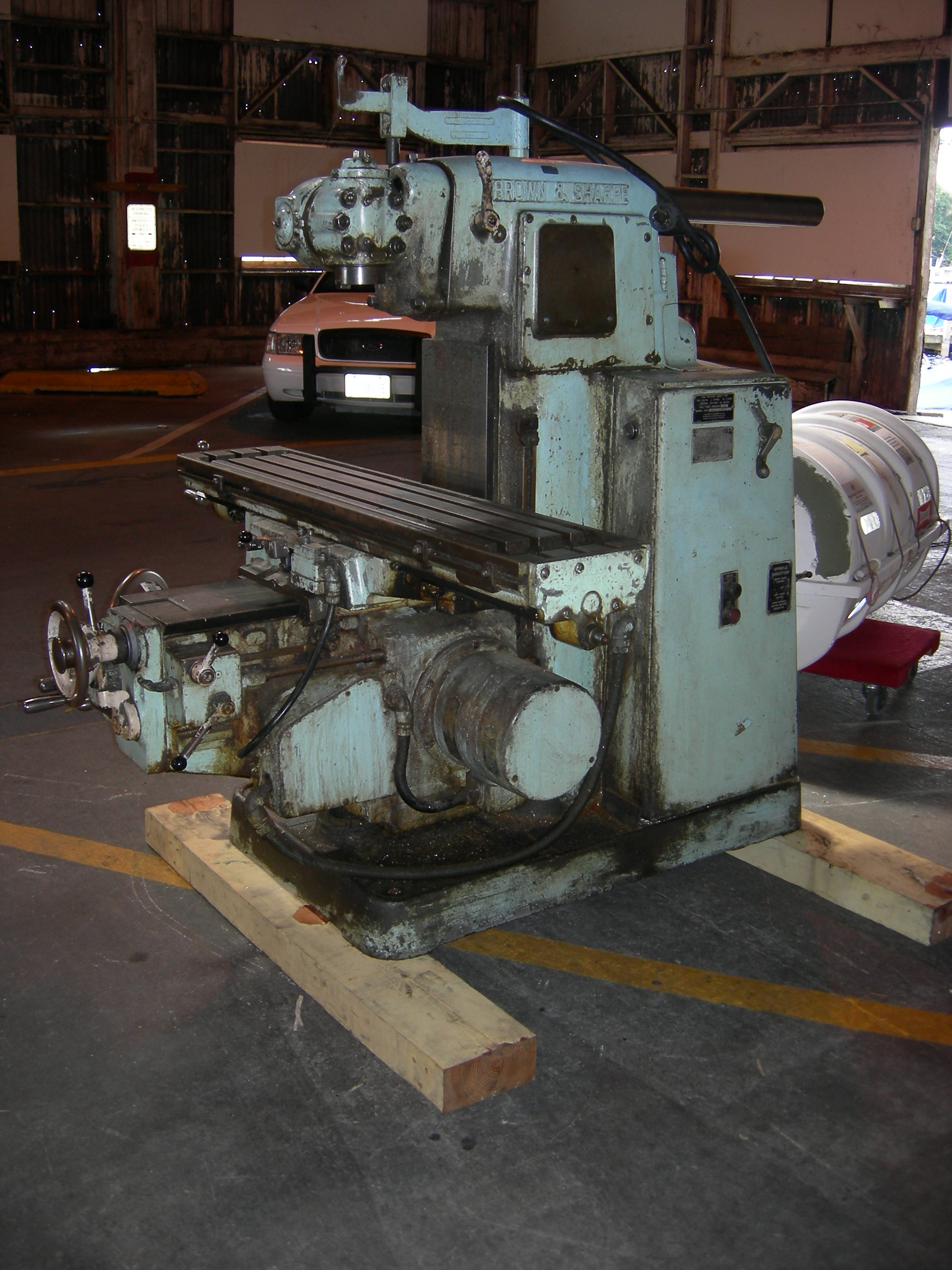
Fresadora universal antigua.

La primera máquina de fresar se construyó en 1818 y fue diseñada por el estadounidense Eli Whitney con el fin de agilizar la fabricación de fusiles en el estado de Connecticut. Se conserva en el Mechanical Engineering Museum de Yale.
En la década de 1830, la empresa Gay & Silver construyó una fresadora que incorporaba el mecanismo de regulación vertical y un soporte para el husillo portaherramientas.
En 1848, el ingeniero americano Frederick. W. Howe diseñó y fabricó para la empresa Robbins & Lawrence la primera fresadora universal, que incorporaba un dispositivo de copiado de perfiles. Por esas mismas fechas se dio a conocer la fresadora Lincoln, que incorporaba un carnero cilíndrico regulable en sentido vertical.
A mediados del siglo XIX se inició la construcción de fresadoras verticales. Concretamente, en el museo Conservatoire National des Arts et Métiers de París, se conserva una fresadora vertical construida en 1857.
La primera fresadora universal equipada con plato divisor que permitía la fabricación de engranajes rectos y helicoidales fue fabricada por Brown & Sharpe en 1853, por iniciativa y a instancias de Frederick W. Howe, y fue presentada en la Exposición Universal de París de 1867. En 1884, la empresa americana Cincinnati construyó una fresadora universal que incorporaba un carnero cilíndrico posicionado axialmente.
En 1874, el constructor francés de máquinas-herramienta Pierre Philippe Huré diseñó una máquina de doble husillo, vertical y horizontal, que se posicionaban mediante giro manual.
En 1894 el francés R. Huré diseñó un cabezal universal con el que se pueden realizar diferentes mecanizados con variadas posiciones de la herramienta. Este tipo de cabezal, con ligeras modificaciones, es uno de los accesorios más utilizados actualmente en las fresadoras universales.
En 1938 surge la compañía Bridgeport Machines, Inc. en Bridgeport, Connecticut, que en las décadas posteriores se hace famosa por sus fresadoras verticales de tamaño pequeño y mediano.

### Introducción del control numérico
El primer desarrollo en el área del control numérico por computadora (CNC) lo realizó el inventor estadounidense John T. Parsons (Detroit 1913-2007) junto con su empleado Frank L. Stulen, en la década de 1940. El concepto de control numérico implicaba usar datos en un sistema de referencia para definir las superficies de contorno de las hélices de un helicóptero. La aplicación del control numérico abarca gran variedad de procesos. Las aplicaciones se dividen en dos categorías: las aplicaciones con máquina herramienta, tales como taladrado, fresado, laminado o torneado; y las aplicaciones sin máquina herramienta, tales como el ensamblaje, trazado, oxicorte o metrología.
El principio de operación común de todas las aplicaciones del control numérico es el control de la posición relativa de una herramienta o elemento de procesado con respecto al objeto a procesar. Al principio los desplazamientos eran de punto a punto, y se utilizaban básicamente en taladradoras. La invención de las funciones de interpolación lineal y circular y el cambio automático de herramientas posibilitó la construcción de una generación de máquinas-herramienta con las que se taladra, rosca, fresa e incluso se tornea, que han pasado a denominarse centros de mecanizado en lugar de fresadoras propiamente dichas.

## Control numérico por computadora en fresadoras

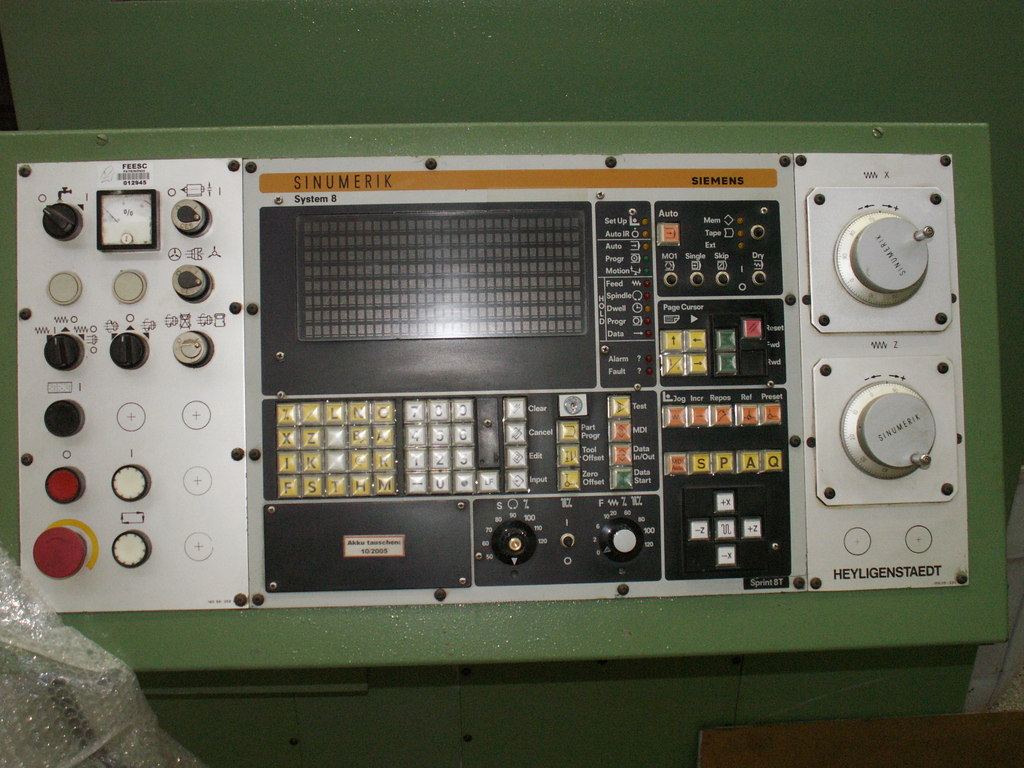
Consola de control numérico.

Las fresadoras con control numérico por computadora (CNC) permiten la automatización programable de la producción. Se diseñaron para adaptar las variaciones en la configuración de productos. Su principal aplicación se centra en volúmenes de producción medios de piezas sencillas y en volúmenes de producción medios y bajos de piezas complejas, permitiendo realizar mecanizados de precisión con la facilidad que representa cambiar de un modelo de pieza a otro mediante la inserción del programa correspondiente y de las nuevas herramientas que se tengan que utilizar, así como el sistema de sujeción de las piezas. El equipo de control numérico se controla mediante un programa que utiliza números, letras y otros símbolos; por ejemplo, los llamados códigos G (movimientos y ciclos fijos) y M (funciones auxiliares). Estos números, letras y símbolos, los cuales llegan a incluir &, %, $ y " (comillas), están codificados en un lenguaje apropiado para definir un programa de instrucciones para desarrollar una tarea concreta. Cuando la tarea en cuestión varía se cambia el programa de instrucciones. En las grandes producciones en serie, el control numérico resulta útil para la robotización de la alimentación y retirada de las piezas mecanizadas.
Las fresadoras universales modernas cuentan con visualizadores electrónicos donde se muestran las posiciones de las herramientas, según un sistema de coordenadas, y así se facilita mejor la lectura de cotas en sus desplazamientos. Asimismo, a muchas fresadoras se les incorpora un sistema de control numérico por computadora (CNC) que permite automatizar su trabajo. Además, las fresadoras copiadoras incorporan un mecanismo de copiado para diferentes perfiles de mecanizado. 
Existen varios lenguajes de programación CNC para fresadoras, todos ellos de programación numérica, entre los que destacan el lenguaje normalizado internacional ISO y los lenguajes HEIDENHAIN, Fagor y Siemens. Para desarrollar un programa de CNC habitualmente se utilizan simuladores que, mediante la utilización de una computadora, permiten comprobar la secuencia de operaciones programadas.

## Tipos de fresadoras

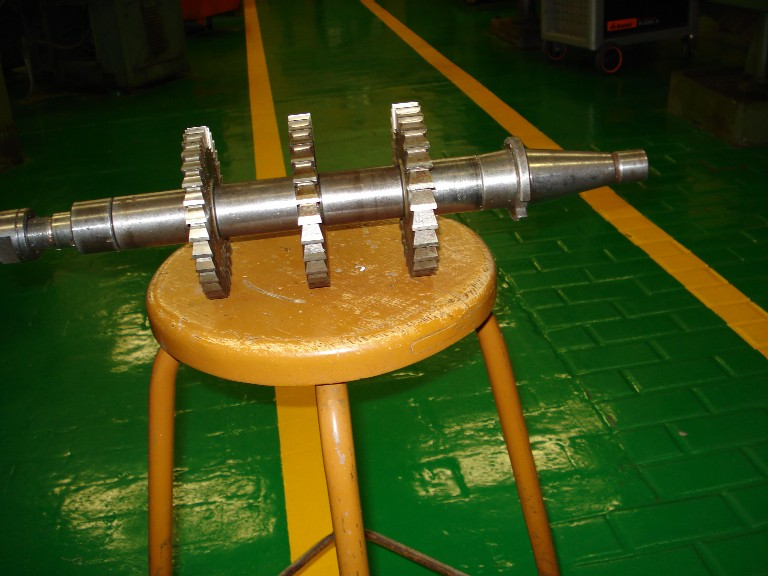
Tren de fresado.

Las fresadoras pueden clasificarse según varios aspectos, como la orientación del eje de giro o el número de ejes de operación. A continuación se indican las clasificaciones más usuales.

### Fresadoras según la orientación de la herramienta
Dependiendo de la orientación del eje de giro de la herramienta de corte, se distinguen tres tipos de fresadoras: horizontales, verticales y universales.
Una fresadora horizontal utiliza fresas cilíndricas que se montan sobre un eje horizontal accionado por el cabezal de la máquina y apoyado por un extremo sobre dicho cabezal y por el otro sobre un rodamiento situado en el puente deslizante llamado carnero. Esta máquina permite realizar principalmente trabajos de ranurado, con diferentes perfiles o formas de las ranuras. Cuando las operaciones a realizar lo permiten, principalmente al realizar varias ranuras paralelas, puede aumentarse la productividad montando en el eje portaherramientas varias fresas conjuntamente formando un tren de fresado. La profundidad máxima de una ranura está limitada por la diferencia entre el radio exterior de la fresa y el radio exterior de los casquillos de separación que la sujetan al eje portafresas.

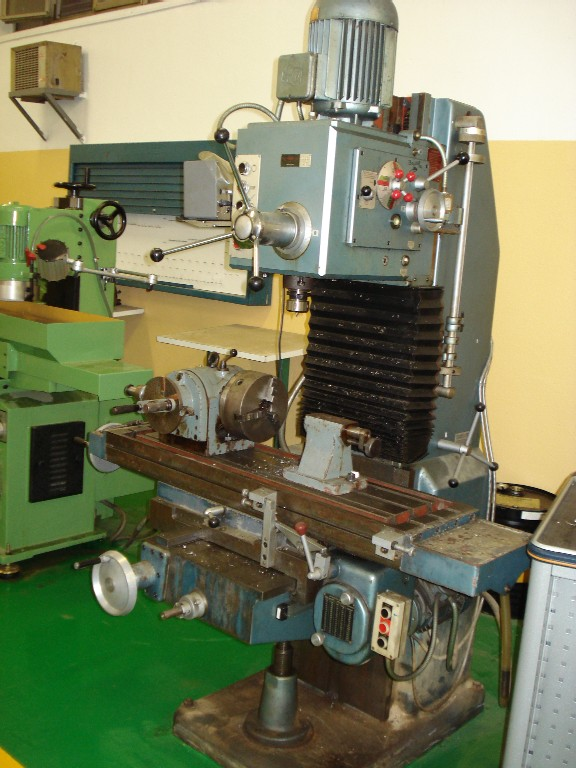
Fresadora vertical.

En una fresadora vertical, el eje del husillo está orientado verticalmente, perpendicular a la mesa de trabajo. Las fresas de corte se montan en el husillo y giran sobre su eje. En general, puede desplazarse verticalmente, bien el husillo, o bien la mesa, lo que permite profundizar el corte. Hay dos tipos de fresadoras verticales: las fresadoras de banco fijo o de bancada y las fresadoras de torreta o de consola. En una fresadora de torreta, el husillo permanece estacionario durante las operaciones de corte y la mesa se mueve tanto horizontal como verticalmente. En las fresadoras de banco fijo, sin embargo, la mesa se mueve sólo perpendicularmente al husillo, mientras que el husillo en sí se mueve paralelamente a su propio eje.
Una fresadora universal tiene un husillo principal para el acoplamiento de ejes portaherramientas horizontales y un cabezal que se acopla a dicho husillo y que convierte la máquina en una fresadora vertical. Su ámbito de aplicación está limitado principalmente por el costo y por el tamaño de las piezas que se pueden mecanizar. En las fresadoras universales, como en las horizontales, el puente deslizante, conocido en el argot como carnero, puede desplazarse de delante a atrás y viceversa sobre unas guías.

### Fresadoras especiales
Además de las fresadoras tradicionales, existen otras fresadoras con características especiales que pueden clasificarse en determinados grupos. Sin embargo, las formas constructivas de estas máquinas varían sustancialmente de unas a otras dentro de cada grupo, debido a las necesidades de cada proceso de fabricación.
Las fresadoras circulares tienen una amplia mesa circular giratoria, por encima de la cual se desplaza el carro portaherramientas, que puede tener uno o varios cabezales verticales; por ejemplo, uno para operaciones de desbaste y otro para operaciones de acabado. Además pueden montarse y desmontarse piezas en una parte de la mesa mientras se mecanizan piezas en el otro lado.
Las fresadoras copiadoras disponen de dos mesas: una de trabajo sobre la que se sujeta la pieza a mecanizar y otra auxiliar sobre la que se coloca un modelo. El eje vertical de la herramienta está suspendido de un mecanismo con forma de pantógrafo que está conectado también a un palpador sobre la mesa auxiliar. Al seguir con el palpador el contorno del modelo, se define el movimiento de la herramienta que mecaniza la pieza. Otras fresadoras copiadoras utilizan, en lugar de un sistema mecánico de seguimiento, sistemas hidráulicos, electro-hidráulicos o electrónicos.
En las fresadoras de pórtico, también conocidas como fresadoras de puente, el cabezal portaherramientas vertical se halla sobre una estructura con dos columnas situadas en lados opuestos de la mesa. La herramienta puede moverse vertical y transversalmente, y la pieza puede moverse longitudinalmente. Algunas de estas fresadoras disponen también, a cada lado de la mesa, de sendos cabezales horizontales que pueden desplazarse verticalmente en sus respectivas columnas, además de poder prolongar sus ejes de trabajo horizontalmente. Se utilizan para mecanizar piezas de grandes dimensiones.
En las fresadoras de puente móvil, en lugar de moverse la mesa, se mueve la herramienta en una estructura similar a un puente grúa. Se utilizan principalmente para mecanizar piezas de grandes dimensiones.
Una fresadora para madera es una máquina portátil que utiliza una herramienta rotativa para realizar fresados en superficies planas de madera. Son empleadas en bricolaje y ebanistería para realizar ranurados, como juntas de cola de milano o machihembrados; cajeados, como los necesarios para alojar cerraduras o bisagras en las puertas; y perfiles, como molduras. Las herramientas de corte que utilizan son fresas para madera, con dientes mayores y más espaciados que los que tienen las fresas para metal.

### Fresadoras según el número de ejes
Las fresadoras pueden clasificarse en función del número de grados de libertad que pueden variarse durante la operación de arranque de viruta.
- Fresadora de tres ejes. Puede controlarse el movimiento relativo entre pieza y herramienta en los tres ejes de un sistema cartesiano.

- Fresadora de cuatro ejes. Además del movimiento relativo entre pieza y herramienta en tres ejes, se puede controlar el giro de la pieza sobre un eje, como con un mecanismo divisor o un plato giratorio. Se utilizan para generar superficies con un patrón cilíndrico, como engranajes o ejes estriados.

- Fresadora de cinco ejes. Además del movimiento relativo entre pieza y herramienta en tres ejes, se puede controlar o bien el giro de la pieza sobre dos ejes, uno perpendicular al eje de la herramienta y otro paralelo a ella (como con un mecanismo divisor y un plato giratorio en una fresadora vertical), o bien el giro de la pieza sobre un eje horizontal y la inclinación de la herramienta alrededor de un eje perpendicular al anterior. Se utilizan para generar formas complejas, como el rodete de una turbina Francis.[11]
- Fresadora de seis ejes.

## Movimientos

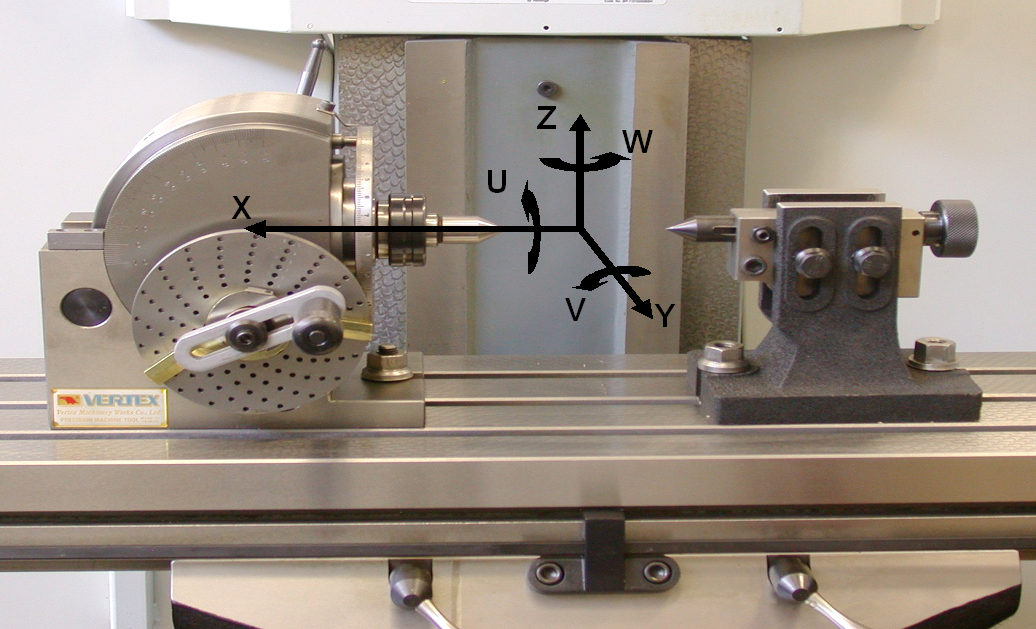
Ejes posibles en una fresadora.

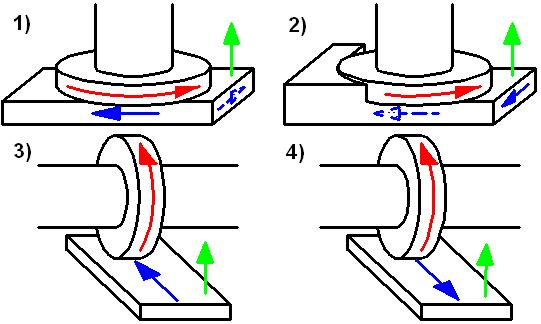
Movimientos básicos de fresado.
1.- Fresado frontal
2.- Fresado frontal y tangencial
3.- Fresado tangencial en oposición.
4.- Fresado tangencial en concordancia.
Movimiento de corte.
Movimiento de avance.
Movimiento de profundidad de pasada.

### Movimientos de la herramienta
El principal movimiento de la herramienta es el giro sobre su eje. En algunas fresadoras también se puede variar la inclinación de la herramienta o incluso prolongar su posición a lo largo de su eje de giro. En las fresadoras de puente móvil, todos los movimientos los realiza la herramienta mientras la pieza permanece inmóvil.

### Movimientos de la mesa
La mesa de trabajo se puede desplazar de forma manual o automática con velocidades de avance de mecanizado o con velocidades de avance rápido en vacío. Para ello, cuenta con una caja de avances expresados de mm/minuto, donde se puede seleccionar el avance de trabajo adecuado a las condiciones tecnológicas del mecanizado.
- Movimiento longitudinal: según el eje X, que corresponde habitualmente al movimiento de trabajo. Para facilitar la sujeción de las piezas, la mesa está dotada de unas ranuras en forma de T para permitir la fijación de mordazas u otros elementos de sujeción, y además puede inclinarse para el tallado de ángulos. Esta mesa puede avanzar de forma automática de acuerdo con las condiciones de corte que requiera el mecanizado.

- Movimiento transversal: según el eje Y, que corresponde al desplazamiento transversal de la mesa de trabajo. Se utiliza básicamente para posicionar la herramienta de fresar en la posición correcta.

- Movimiento vertical: según el eje Z, que corresponde al desplazamiento vertical de la mesa de trabajo. Con el desplazamiento de este eje se establece la profundidad de corte del fresado.

- Giro respecto a un eje longitudinal: según el grado de libertad U. Se obtiene con un cabezal divisor o con una mesa oscilante.
- Giro respecto a un eje vertical: según el grado de libertad W. En algunas fresadoras se puede girar la mesa 45° a cada lado; en otras, la mesa puede dar vueltas completas.

### Movimiento relativo entre pieza y herramienta
El movimiento relativo entre la pieza y la herramienta puede clasificarse en tres tipos básicos:
- El movimiento de corte es el que realiza la punta de la herramienta alrededor del eje del portaherramientas.
- El movimiento de avance es el de aproximación de la herramienta desde la zona cortada a la zona sin cortar.
- El movimiento de profundización de perforación o de profundidad de pasada es un tipo de movimiento de avance, que se realiza para aumentar la profundidad del corte.

## Estructura, componentes y características

### Partes
| Tipo        | Español                         | Inglés         |
| ----------- | ------------------------------- | -------------- |
| Estructural | Cabeza                          | Head           |
| Estructural | Puente (Brazo superior)         | Overarm        |
| Estructural | Soportes                        | Arbor supports |
| Estructural | Columna (Bastidor, Cuerpo)      | Column         |
| Estructural | Base                            | Base           |
| Carros      | Mesa                            | Table          |
| Carros      | Carro transversal               | Sadle          |
| Carros      | Ménsula                         | Knee           |
| Transmisión | Caja de velocidades del husillo |                |
| Transmisión | Caja de avances                 |                |
| Transmisión | Cuna                            | Cradle         |
| Mecanismo   | Caña                            | Quill          |
| Mecanismo   | Husillo, Huso, Rotor            | Spindle        |
| Mecanismo   | Eje portafresas, Mandril        | Arbor          |

Diagrama de una fresadora horizontal.
1: base. 2: columna. 3: consola. 4: carro transversal. 5: mesa. 6: puente. 7: eje portaherramientas.

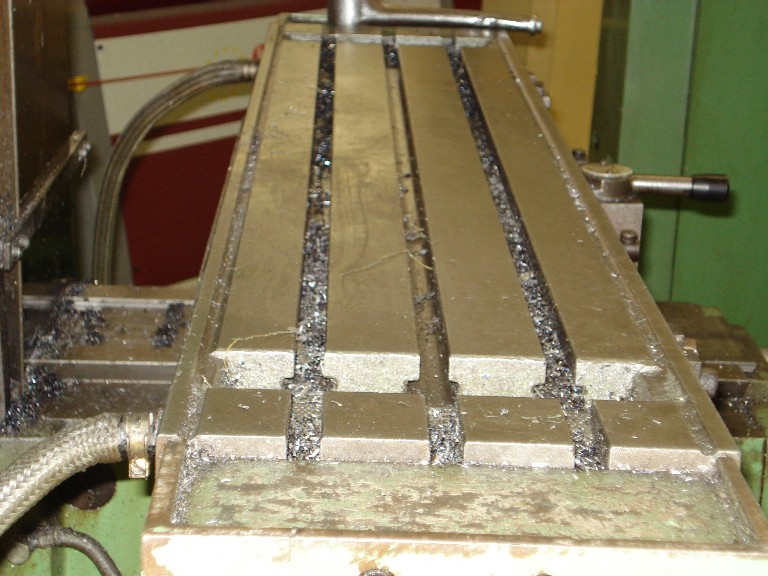
Detalle de mesa de una fresadora.

Los componentes principales de una fresadora son la base, el cuerpo, la consola, el carro, la mesa, el puente y el eje de la herramienta. La base permite un apoyo correcto de la fresadora en el suelo. El cuerpo o bastidor tiene forma de columna y se apoya sobre la base o ambas forman parte de la misma pieza. Habitualmente, la base y la columna son de fundición aleada y estabilizada. La columna tiene en la parte frontal unas guías templadas y rectificadas para el movimiento de la consola y unos mandos para el accionamiento y control de la máquina. 
La consola se desliza verticalmente sobre las guías del cuerpo y sirve de sujeción para la mesa. La mesa tiene una superficie ranurada sobre la que se sujeta la pieza a conformar. La mesa se apoya sobre dos carros que permiten el movimiento longitudinal y transversal de la mesa sobre la consola. 
El puente es una pieza apoyada en voladizo sobre el bastidor y en él se alojan unas lunetas donde se apoya el eje portaherramientas. En la parte superior del puente suele haber montado uno o varios tornillos de cáncamo para facilitar el transporte de la máquina. El portaherramientas o portafresas es el apoyo de la herramienta y le transmite el movimiento de rotación del mecanismo de accionamiento alojado en el interior del bastidor. Este eje suele ser de acero aleado al cromo-vanadio para herramientas.

### Características técnicas de una fresadora
Al seleccionar una fresadora para su adquisición y para realizar trabajos con ella, deben tenerse en cuenta varias características técnicas de la misma. El tamaño de las piezas a mecanizar está limitado por las dimensiones de la superficie de la mesa y los recorridos de los elementos móviles. Dependiendo de las operaciones a realizar, puede ser necesaria la posibilidad de controlar varios ejes a la vez, como los proporcionados por mesas giratorias o por cabezales divisores, o incluso controlar estos ejes de forma automática por CNC, por ejemplo para realizar contorneados. En función del material de la pieza, de las herramientas de corte y de las tolerancias de fabricación requeridas, es necesario utilizar diferentes velocidades de corte y de avance, lo que puede hacer necesaria la posibilidad de operar con gamas de velocidades, con velocidades máximas y potencias suficientes para lograr flexibilidad en el sistema de producción.
Los dispositivos electrónicos de control, desde la visualización de cotas hasta el control numérico, permiten aumentar la productividad y la precisión del proceso productivo.
Además, una fresadora debe tener dispositivos de seguridad, como botones de parada de emergencia (coloquialmente conocidos como setas de emergencia), dispositivo de seguridad contra sobrecargas (que consiste, bien en un embrague automático que desacopla el movimiento de la herramienta cuando se alcanza un límite de fricción o se vence la acción de unos muelles, o bien en un sistema electrónico) y pantallas de protección contra la proyección de virutas o partes de la pieza o la herramienta de corte.
Otro aspecto a tener en cuenta es el peso de la máquina, que influye en el transporte de la misma y las necesidades de cimentación de la nave para que las vibraciones estén controladas en niveles admisibles. Un buen funcionamiento de la máquina requiere que sus holguras e imperfecciones dimensionales estén controladas y no excedan de unas tolerancias determinadas, para lo cual se realizan inspecciones periódicas. Por esta razón, las guías de los componentes deslizantes (como los carros de mesa o el puente) habitualmente son trapezoidales o con forma de cola de milano Los husillos de accionamiento de los movimientos deslizantes son husillos de bolas sin juego para disminuir las fuerzas de rozamiento y así ralentizar el crecimiento de las holguras.

### Equipamiento de una fresadora de control numérico

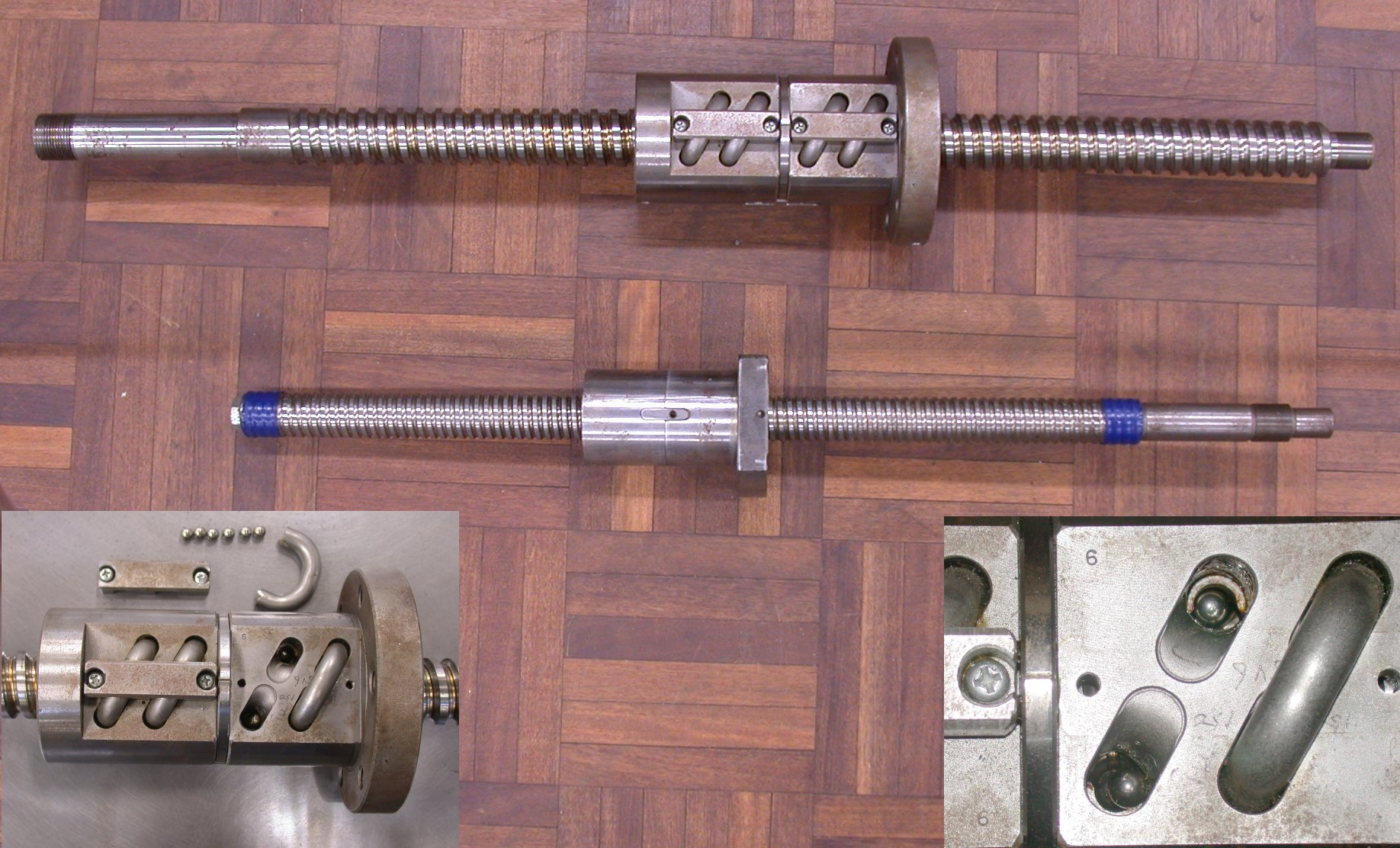
Husillo de bolas sin juego del movimiento longitudinal de la mesa.

Los equipamientos de serie y opcionales que montan las fresadoras actuales varían mucho, en función de sus prestaciones.
Respecto al manejo de la información, hay que tener en cuenta el tipo de lenguaje de programación que se puede utilizar, la capacidad de memoria de la máquina para un uso posterior de los programas almacenados, así como la forma de introducir y modificar los programas: a pie de máquina, mediante dispositivos de almacenamiento de datos (disquete o memoria USB), o mediante una tarjeta de red.
La unidad central de proceso (CPU, por sus siglas en inglés) de la máquina controla accionamientos rotativos, para lo cual se utilizan servomotores que pueden variar su velocidad en un rango continuo. El movimiento lineal de los carros de la mesa se obtiene transformando el movimiento rotacional de los servomotores mediante husillos de bolas sin juego.
La CPU obtiene datos del programa y de los sensores instalados, que permiten establecer una realimentación del control de las operaciones. La precisión de estos sensores y la velocidad de procesamiento de la CPU limitan la precisión dimensional que puede obtenerse. El tipo de sensor utilizado ha evolucionado con el tiempo. En la actualidad se utilizan mucho los sensores de efecto Hall, para controlar los desplazamientos y giros realizados. Para controlar la posición del origen del sistema de referencia de los movimientos realizados y el desgaste de la herramienta, se utilizan uno o varios palpadores o sondas de medida. Un palpador es un dispositivo con un vástago que acciona un pulsador al hacer contacto con la pieza o con la mesa de la máquina. También puede establecerse el origen de coordenadas realizando un contacto en movimiento de la herramienta con la zona a mecanizar.
Además de los movimientos de la pieza y de la herramienta, pueden controlarse de manera automatizada otros parámetros como la herramienta empleada, que puede cambiarse desde un almacén de herramientas instalado en la máquina; el uso o no de fluido refrigerante o la apertura y cierre de las puertas de seguridad.

### Accesorios principales

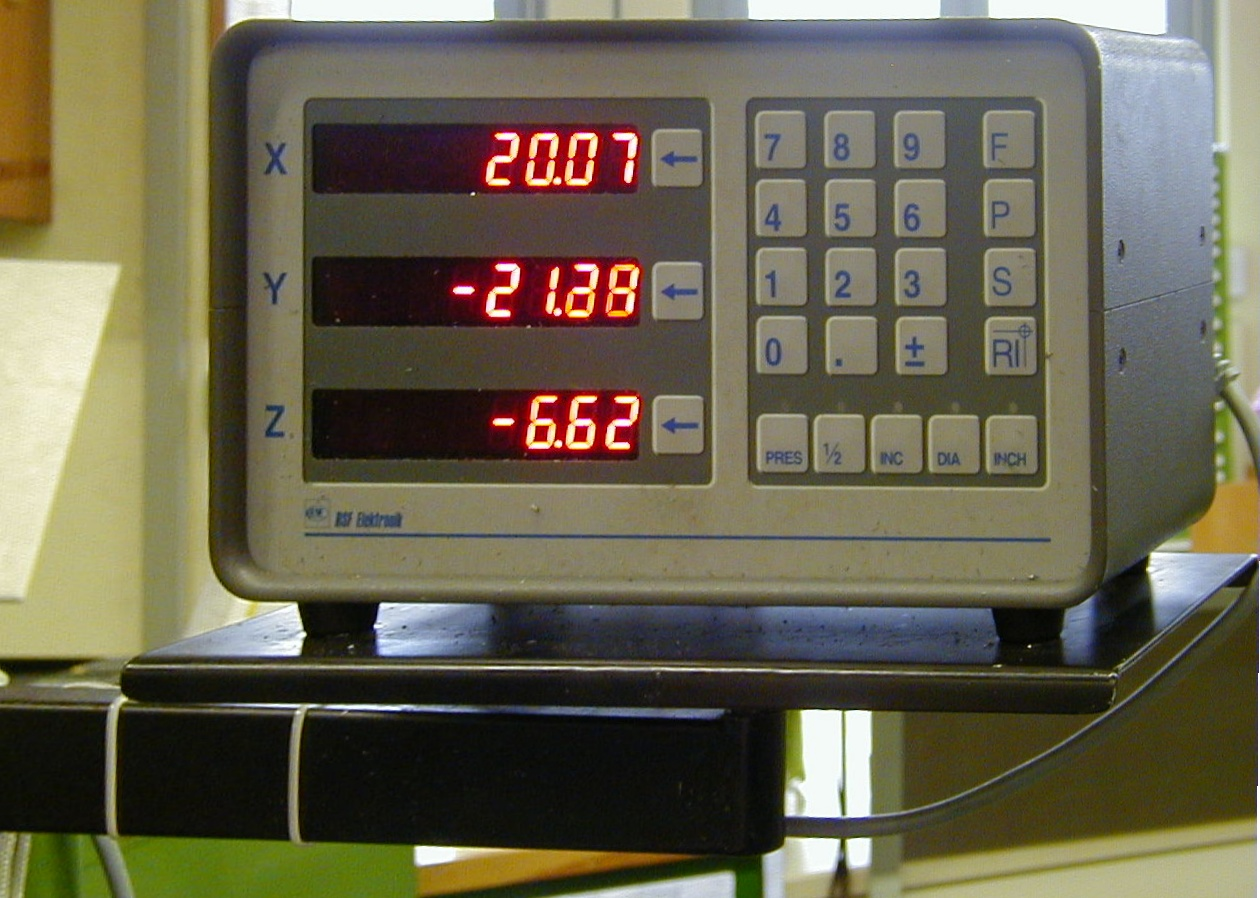
Visualizador de las cotas de los ejes.

Existen varios accesorios que se instalan en las fresadoras para realizar operaciones de mecanizado diferentes o para una utilización con mayor rapidez, precisión y seguridad:
- Dispositivos de adición de ejes: cabezal multiangular (permite orientar el eje del portaherramientas), divisor universal con contrapunto y juego de engranes y mesa circular divisora.
- Dispositivos para sujeción de piezas: plato universal de 3 garras con contraplato; contrapunto y lunetas; mordaza giratoria graduada; mordaza hidráulica.
- Dispositivos para sujeción de herramientas: ejes porta-fresas largos y cortos, eje porta-pinzas y juego de pinzas.
- Dispositivos para operaciones especiales: aparato de mortajar giratorio, cabezal de mandrinar.
- Dispositivos de control: visualización digital de cotas y palpadores de medida.

#### Sujeción de herramientas

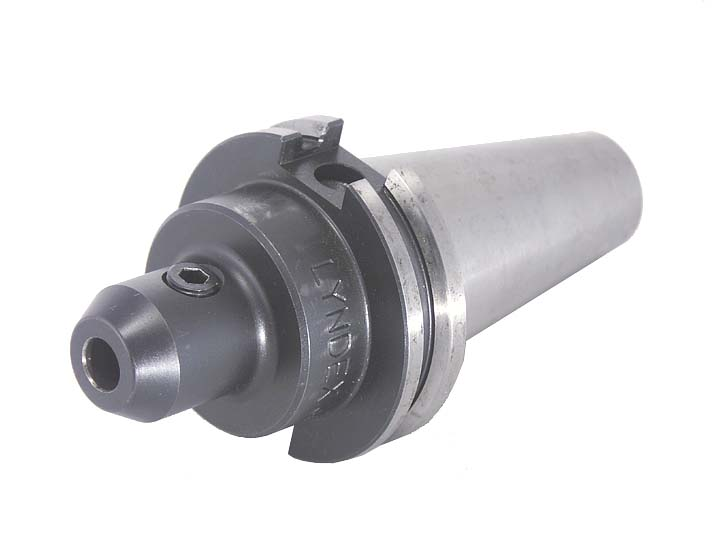
Adaptador CAT-40 con prisionero.

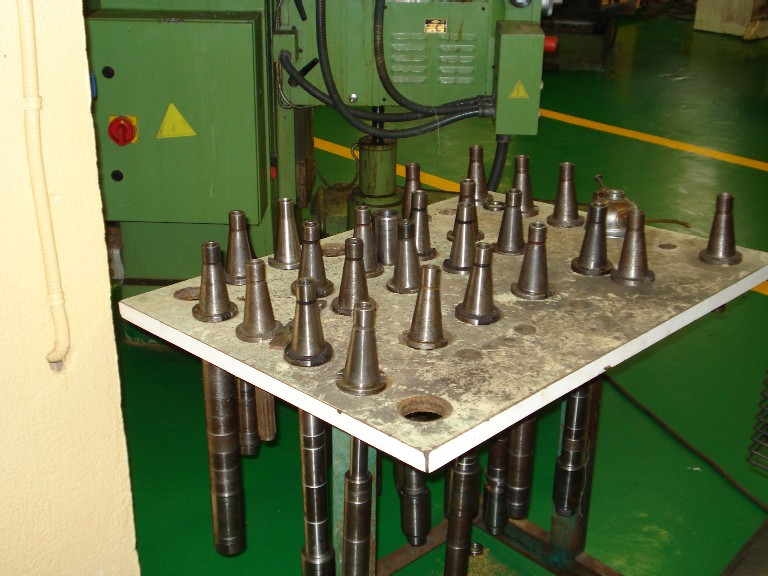
Almacén de ejes portafresas.

Según su mecanismo de sujeción al portaherramientas, las fresas pueden clasificarse en: fresas con mango cónico, con mango cilíndrico y para montar en árbol.
Las fresas con mango cónico, a excepción de las fresas grandes, en general se montan al portaherramientas utilizando un mandril o un manguito adaptador intermedio, cuyo alojamiento tiene la misma conicidad que el mango de la fresa. Las conicidades utilizadas suelen ser las correspondientes a los conos ISO o a los conos Morse, existiendo también otros tipos menos utilizados en fresadoras como los conos Brown y Sharpe.
Las fresas con mango cilíndrico se fijan al portaherramienta utilizando mandriles con pinzas. Algunas tienen un agujero en el mango y se fijan empleando mangos que se adaptan por un lado a la fresa mediante un roscado o utilizando un eje prisionero y por el otro lado disponen de un cono para montarse al husillo de la máquina.
Las fresas para montaje sobre árbol tienen un agujero central para alojar el eje portaherramientas, cuyo diámetro está normalizado. Disponen de un chavetero para asegurar la rotación de la herramienta y evitar que patine. Para posicionar axialmente estas fresas en el eje, se emplean unos casquillos separadores de anchuras normalizadas. Además, en caso de necesidad pueden montarse varias fresas simultáneamente en lo que se denomina un tren de fresas. Para el cambio manual de los ejes portafresas se recurre a sistemas clásicos de amarre con tirante roscado, pero cada vez es más utilizado el apriete neumático o hidráulico debido a la rapidez con la que se realiza el cambio.
Las fresadoras de control numérico incorporan un almacén de herramientas y disponen de un mecanismo que permite el cambio de herramientas de forma automática según las órdenes programadas.
Para poder orientar la herramienta existen varios tipos de dispositivos, como el cabezal Huré, el cabezal Gambin o las platinas orientables.

##### Cabezal vertical universal

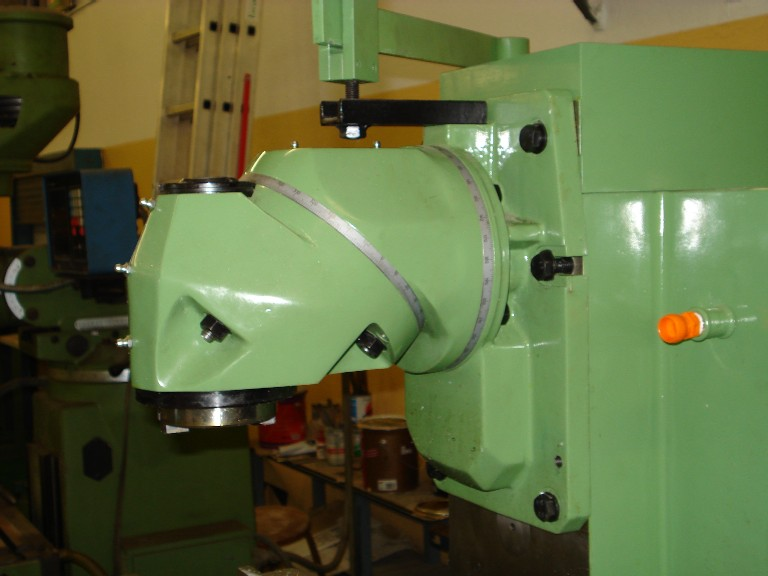
Cabezal universal.

El cabezal vertical universal Huré es un mecanismo que aumenta las prestaciones de una fresadora universal y es de aplicación para el fresado horizontal, vertical, radial en el plano vertical, angular (inclinado) en un plano vertical perpendicular a la mesa de la fresadora y oblicuo o angular en el plano horizontal. Este mecanismo es de gran aplicación en las fresadoras universales y no se utiliza en las fresadoras verticales.
Consta de dos partes: la primera, con el árbol portaherramientas, se une con la otra parte del cabezal según una corredera circular inclinada 45° respecto a la horizontal, y la segunda se une mediante una corredera circular vertical con la parte frontal de la columna de la fresadora, donde se acopla al husillo principal de la máquina. El cabezal está dispuesto para incorporarle herramientas de fresar, brocas y escariadores mediante pinzas, porta-brocas y otros elementos de sujeción de herramientas. La velocidad de giro del husillo de este accesorio es la misma que la del husillo principal de la fresadora. No son adecuados para las operaciones con herramientas grandes de planear.

#### Sujeción de piezas

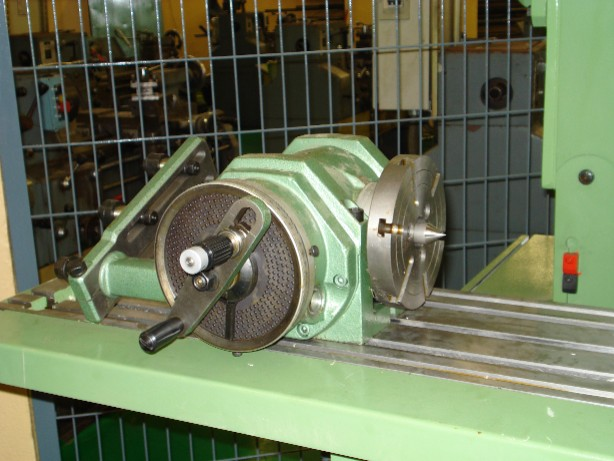
Mecanismo divisor universal.

Para conseguir una correcta fijación de las piezas en la mesa de trabajo de una fresadora se utilizan diversos dispositivos. El sistema de sujeción debe permitir que la carga y la descarga de las piezas en la mesa de trabajo sean rápidas y precisas, garantizar la repetibilidad de las posiciones de las piezas y su amarre con una rigidez suficiente. Además, el sistema de sujeción empleado debe garantizar que la herramienta de corte pueda realizar los recorridos durante las operaciones de corte sin colisionar con ningún utillaje.
Existen dos tipos principales de dispositivos de fijación: las bridas de apriete y las mordazas, siendo estas últimas las más usuales. Las mordazas empleadas pueden ser de base fija o de base giratoria. Las mordazas de base giratoria están montadas sobre un plato circular graduado. Mordazas pueden ser de accionamiento manual o de accionamiento hidráulico. Las mordazas hidráulicas permiten automatizar su apertura y su cierre, así como la presión de apriete. Las mesas circulares, los platos giratorios y los mecanismos divisores son elementos que se colocan entre la mesa de la máquina y la pieza para lograr orientar la pieza en ángulos medibles.
Además, hay otros dispositivos que facilitan el apoyo como ranuras en V para fijar redondos o placas angulares para realizar chaflanes y utillajes de diseño especial. Al fijar una pieza larga con un mecanismo divisor, pueden utilizarse un contrapunto y lunetas. Para la fijación de las piezas y los dispositivos que se utilizan, las mesas disponen de unas ranuras en forma de T en las cuales se introducen los tornillos que fijan los utillajes y dispositivos utilizados. También se pueden utilizar dispositivos magnéticos que utilizan imanes.
Las fresadoras de control numérico pueden equiparse con dos mesas de trabajo, lo que posibilita cargar y descargar las piezas mientras se está mecanizando una nueva pieza, con el consiguiente ahorro de tiempo. La colocación o el giro de la mesa o de sus accesorios a la posición de trabajo pueden programarse con funciones específicas en los programas de control numérico.

##### Mecanismo divisor
Un mecanismo divisor es un accesorio de las máquinas fresadoras y de otras máquinas herramientas como taladradoras y mandrinadoras. Este dispositivo se fija sobre la mesa de la máquina y permite realizar operaciones espaciadas angularmente respecto a un eje de la pieza a mecanizar. Se utiliza para la elaboración de engranajes, prismas, escariadores, ejes ranurados, etc.
La pieza a mecanizar se acopla al eje de trabajo del divisor, entre el punto del divisor y un contrapunto. Al fresar piezas esbeltas se utilizan también lunetas o apoyos de altura regulable para que las deformaciones no sean excesivas. El divisor directo incorpora un disco o platillo con varias circunferencias concéntricas, en cada una de las cuales hay un número diferente de agujeros espaciados regularmente. En uno de estos agujeros se posiciona un pasador que gira solidariamente con la manivela del eje de mando. Si el divisor está automatizado, la división se realiza de forma automática, utilizando un disco apropiado para cada caso. Este sistema se emplea en mecanizar grandes cantidades de ejes ranurados por ejemplo. La relación de transmisión entre el eje de mando y el eje de trabajo depende del tipo de mecanismo divisor que se utilice. Hay tres tipos de mecanismos divisores: divisor directo, divisor semiuniversal y divisor universal.
Un divisor directo tiene un árbol que, por un extremo tiene una punta cónica para centrar el eje la pieza, y por el otro se acciona directamente por la manivela. Algunos de estos divisores, en lugar de tener discos intercambiables con agujeros circunferenciales, tienen ranuras periféricas y el pasador de retención se sitúa perpendicularmente al eje de mando.
Un divisor semiuniversal se utiliza básicamente para mecanizar ejes y engranajes de muchos dientes cuando es posible establecer una relación exacta entre el movimiento de giro de la pieza y el giro de la palanca sobre el platillo de agujeros. Para que ello sea posible, este tipo de divisor incorpora un mecanismo interior de tornillo sin fin y rueda helicoidal cuya relación de transmisión (i) usualmente es de 40:1 o 60:1, así como varios discos intercambiables. En estos casos, la manivela de mando debe dar 40 o 60 vueltas para completar una vuelta en el eje de trabajo del divisor. Para girar el eje de trabajo una fracción de vuelta de valor determinado debe calcularse previamente el giro que ha de realizar la manivela. Por ejemplo, para el tallado de un piñón de 20 dientes, la manivela debe girar 40/20 = 2 vueltas para avanzar de un diente al siguiente. Si se desea tallar un engranaje de 33 dientes, la solución es 40/33 = 1+7/33, con lo cual hay que instalar un platillo que tenga 33 agujeros y habrá que dar un giro a la manivela de una vuelta completa más 7 agujeros del platillo de 33 agujeros.
El divisor universal es de constitución parecida al divisor semiuniversal y se diferencia de este último en que incorpora un tren exterior de engranajes intercambiables que permite realizar la división diferencial y tallar engranajes helicoidales cuando se establece una relación de giro del plato divisor con el avance de la mesa de la fresadora. La división diferencial se utiliza cuando el engranaje que se desea tallar tiene un número de dientes que no es posible hacerlo de forma directa con los platillos disponibles porque no se dispone del número de agujeros que puedan conseguir un cociente exacto entre el giro del eje del divisor y el de la manivela del platillo.
Para el mecanizado de grandes producciones de ejes ranurados o escariadores, existen mecanismos divisores automáticos con discos ranurados según el número de estrías de los ejes. Estos discos agilizan el trabajo de forma considerable. El tallado de engranajes con estos mecanismos apenas se utiliza en la actualidad porque existen máquinas para el tallado de engranajes que consiguen mayores niveles de calidad y productividad. Algunas fresadoras modernas de control numérico (CNC) disponen de mesas giratorias o cabezales orientables para que las piezas puedan ser mecanizadas por diferentes planos y ángulos de aproximación, lo cual hace innecesario utilizar el mecanismo divisor en estas máquinas.

### Herramientas

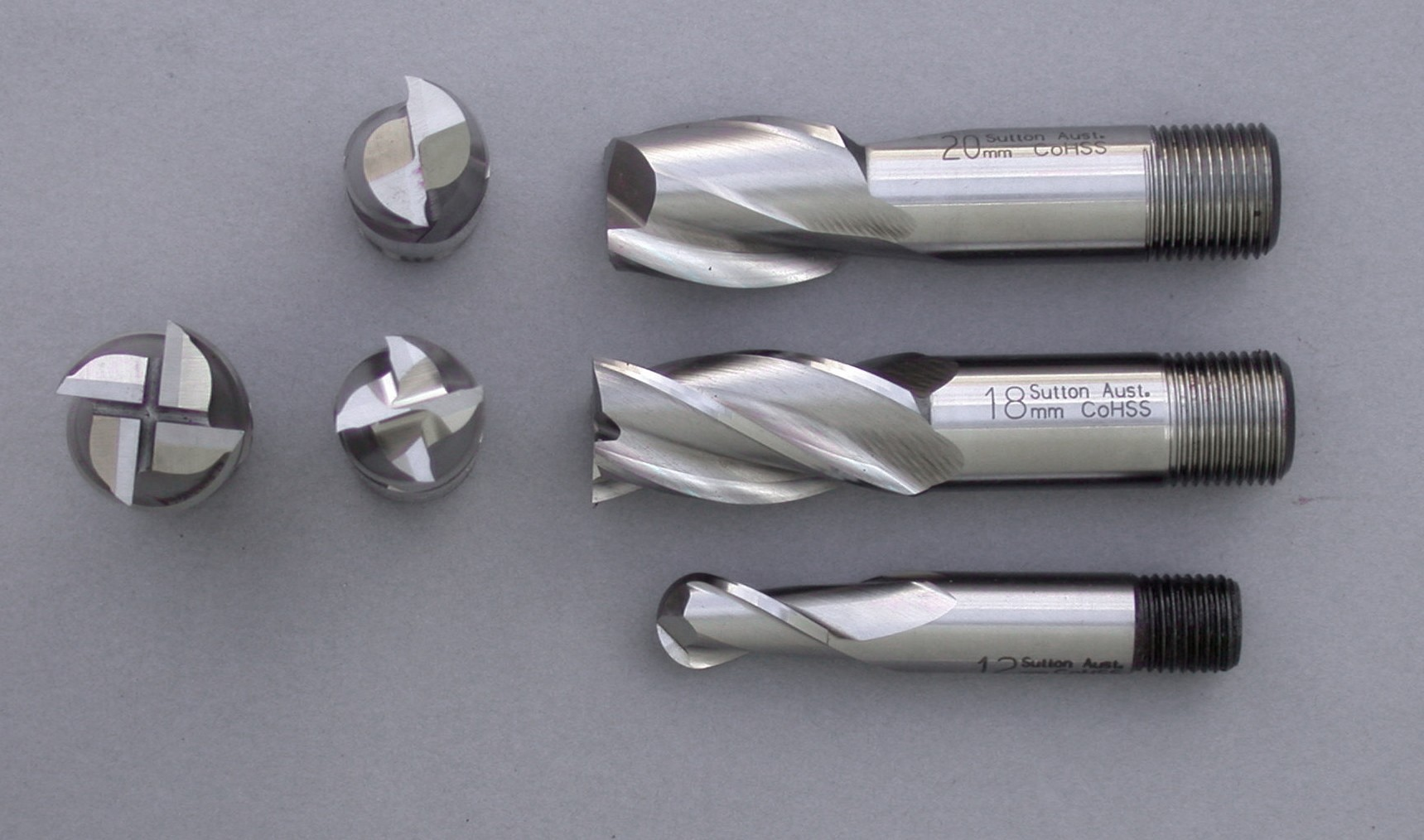
Fresas cilíndricas para diversas aplicaciones.

Las herramientas de corte más utilizadas en una fresadora se denominan fresas, aunque también pueden utilizarse otras herramientas para realizar operaciones diferentes al fresado, como brocas para taladrar o escariadores. Las fresas son herramientas de corte de forma, material y dimensiones muy variados de acuerdo con el tipo de fresado que se quiera realizar. Una fresa está determinada por su diámetro, su forma, material constituyente, número de labios o dientes que tenga y el sistema de sujeción a la máquina.  
Los labios cortantes de las fresas de acero rápido (HSS) pueden ser rectilíneos o helicoidales, y las fresas que montan plaquitas intercambiables son de carburo metálico como el carburo de tungsteno, conocido como widia, de metalcerámica o, en casos especiales, de nitruro de boro cúbico (CBN) o de diamante policristalino (PDC). En general, los materiales más duros en los filos de corte permiten utilizar mayores velocidades de corte, pero al ser menos tenaces, exigen una velocidad de avance menor. El número de labios o plaquitas de las fresas depende de su diámetro, de la cantidad de viruta que debe arrancar, de la dureza del material y del tipo de fresa.

#### Partes de una fresa de corte
Las fresas de corte están constituidas por varias partes, entre las que destacan principalmente:
- El vástago: denominado también mango, se trata de una pieza cilíndrica para ser insertada en la máquina fresadora.
- La cuchilla: es una pieza torneada o también lisa con filos afilados que giran y rebajan la madera realizando la forma de la pieza de trabajo.
- El rodamiento: Es un pequeño rodillo situado en la parte inferior de la fresa que se usa para ajustarlo a una guía de corte o plantilla de forma.

#### Características de las plaquitas insertables

Fresa de planear con plaquitas insertables cuadradas.

Fresa de perfilar con plaquitas redondas.

La calidad de las plaquitas insertables se selecciona teniendo en cuenta el material de la pieza, el tipo de aplicación y las condiciones de mecanizado. La variedad de las formas de las plaquitas es grande y está normalizada. Asimismo, la variedad de materiales de las herramientas modernas es considerable y está sujeta a un desarrollo continuo. Los principales materiales de las plaquitas de metal duro para fresado son los que se muestran en la siguiente tabla:
| Material                  | Símbolo    |
| ------------------------- | ---------- |
| Metales duros recubiertos | HC         |
| Metales duros             | H          |
| Cermets                   | HT, HC     |
| Cerámicas                 | CA, CN, CC |
| Nitruro de boro cúbico    | BN         |
| Diamantes policristalinos | DP, HC     |

La adecuación de los diferentes tipos de plaquitas según sea el material a mecanizar se indican a continuación y se clasifican según una norma ISO/ANSI para indicar las aplicaciones en relación con la resistencia y la tenacidad que tienen.
| SERIE   | ISO                        | Características |
| Serie P | ISO 01, 10, 20, 30, 40, 50 | Ideales para el mecanizado de acero, acero fundido, y acero maleable de viruta larga.                                                                                  |
| Serie M | ISO 10, 20, 30, 40         | Ideales para fresar acero inoxidable, ferrítico y martensítico, acero fundido, acero al manganeso, fundición aleada, fundición maleable y acero de fácil mecanización. |
| Serie K | ISO 01, 10, 20, 30         | Ideal para el fresado de fundición gris, fundición en coquilla, y fundición maleable de viruta corta.                                                                  |
| Serie N | ISO 01, 10. 20, 30         | Ideal para el fresado de metales no-férreos |
| Serie S |                            | Pueden ser de base de níquel o de base de titanio. Ideales para el mecanizado de aleaciones termorresistentes y súperaleaciones.                                       |
| Serie H | ISO 01, 10, 20, 30         | Ideal para el fresado de materiales endurecidos. |

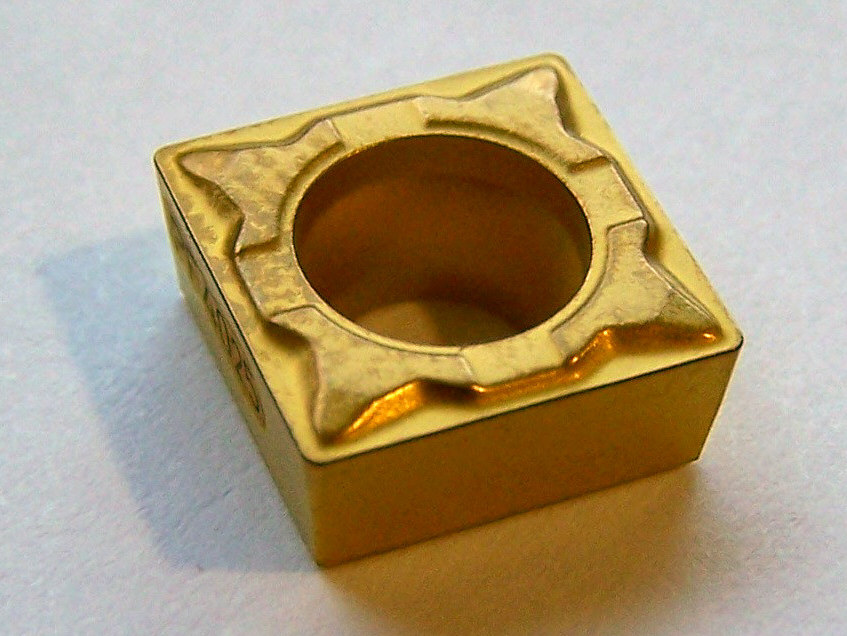
Plaquita de widia cuadrada.

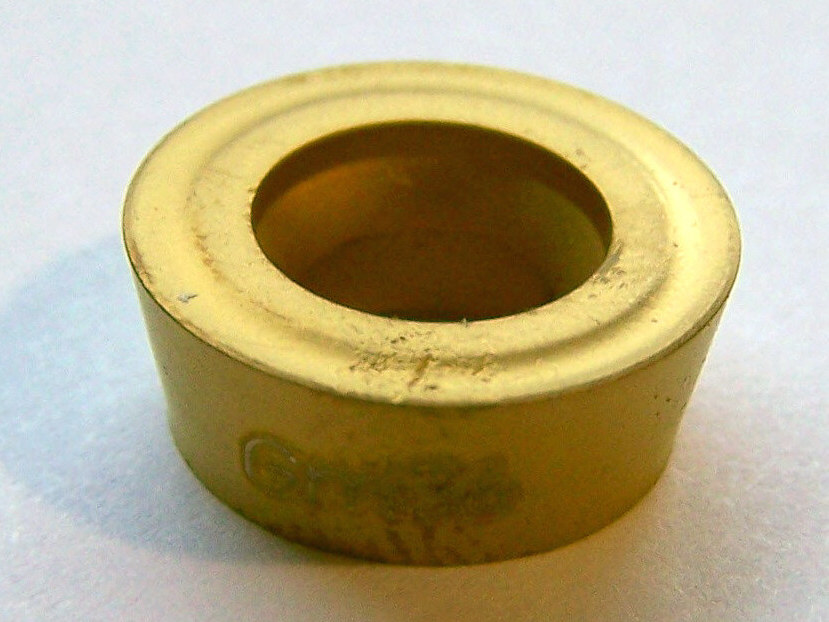
Plaquita de widia redonda.

Como hay tanta variedad en las formas geométricas, tamaños y ángulos de corte, existe una codificación normalizada por la Organización Internacional de Estandarización (ISO 1832) que está compuesta de cuatro letras y seis números donde cada una de estas letras y números indica una característica determinada del tipo de plaquita correspondiente.
Ejemplo de código de plaquita: SNMG 160408 HC
| Primera letra | Forma geométrica |
| ------------- | ---------------- |
| C             | Rómbica 80.º     |
| D             | Rómbica 55.º     |
| L             | Rectangular      |
| R             | Redonda          |
| S             | Cuadrada         |
| T             | Triangular       |
| V             | Rómbica 35.º     |
| W             | Hexagonal 80.º   |

| Segunda letra | Ángulo de incidencia |
| ------------- | -------------------- |
| A             | 3º                   |
| B             | 5º                   |
| C             | 7º                   |
| D             | 15º                  |
| E             | 20º                  |
| F             | 25º                  |
| G             | 30.º                 |
| N             | 0º                   |
| P             | 11º                  |

| Tercera letra | Tolerancia dimensional |
| ------------- | ---------------------- |
| J             | Menor Mayor            |
| K             | Menor Mayor            |
| L             | Menor Mayor            |
| M             | Menor Mayor            |
| N             | Menor Mayor            |
| U             | Menor Mayor            |

| Cuarta letra | Tipo de sujeción                              |
| ------------ | --------------------------------------------- |
| A            | Agujero sin avellanar                         |
| G            | Agujero con rompevirutas en dos caras         |
| M            | Agujero con rompevirutas en una cara          |
| N            | Sin agujero ni rompevirutas                   |
| W            | Agujero avellanado en una cara                |
| T            | Agujero avellanado y rompevirutas en una cara |
| N            | Sin agujero y con rompevirutas en una cara    |
| X            | No estándar                                   |

Las dos primeras cifras indican, en milímetros, la longitud de la arista de corte de la plaquita; las dos cifras siguientes indican, en milímetros, el espesor de la plaquita; y las dos últimas cifras indican, en décimas de milímetro, el radio de punta de la plaquita. A este código general el fabricante de la plaquita puede añadir dos letras para indicar la calidad de la plaquita o el uso recomendado.

#### Afilado de fresas

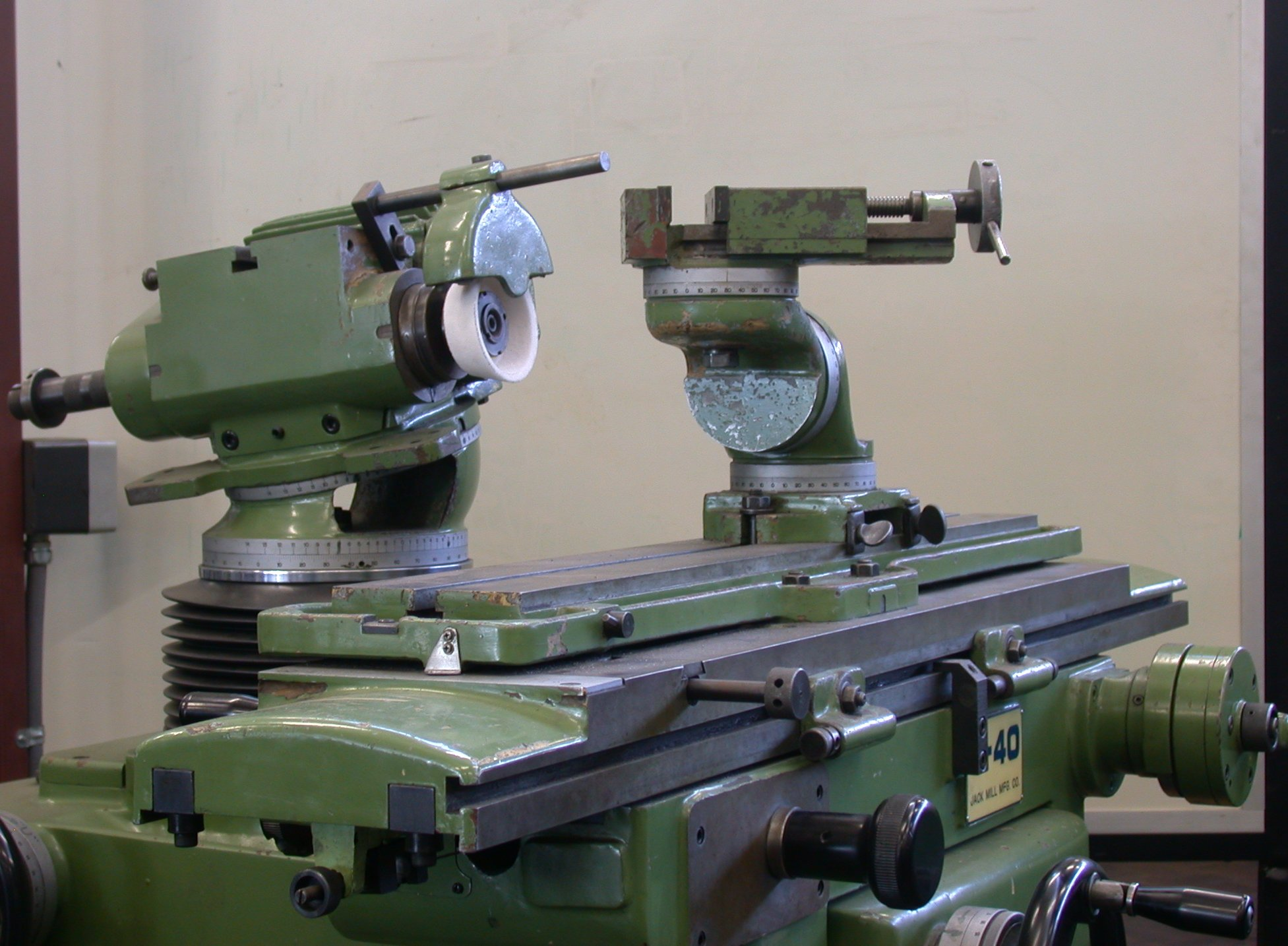
Afiladora universal.

La forma constructiva de las fresas de acero rápido permite que cuando los filos de corte están desgastados puedan ser afilados nuevamente mediante unas máquinas de afilar diseñadas para esta tarea. Hay un tipo de máquina, denominada afiladora universal, que, con los accesorios adecuados y las muelas adecuadas, permite realizar el afilado de brocas, escariadores y fresas frontales y cilíndricas mediante el rectificado con discos de esmeril.

## Verificación y puesta a punto
Tanto en su construcción como en el mantenimiento preventivo que de forma periódica deben realizarse a las fresadoras es necesario controlar los siguientes parámetros:
- Cimentación y nivelación. Las fresadoras deben estar sujetas en cimientos que amortigüen de la mejor forma posible las vibraciones, así como que esté correctamente nivelada para asegurar un buen funcionamiento a la mesa en sus desplazamientos siendo necesario utilizar niveles de precisión.

- Alineación. Mediante el uso de comparadores hay que verificar que la mesa esté totalmente alineada procediendo a su reglaje si se observan desalineaciones.

- Funcionamiento del eje portafresas. Se hace necesario verificar periódicamente con un comparador el posible descentrado del eje portafresas en su movimiento rotatorio.

- Alineación de los puntos del plato divisor y el contrapunto. Utilizando un [gramil] adecuado se procede a verificar la altura y alineación de estos dos accesorios.

- Comprobación de la precisión de los nonios graduados. Verificar si los desplazamientos reales coinciden con la graduación de los tambores.

- Verificación del juego del eje portafresas en la luneta del carnero. Si existe un juego excesivo es necesario proceder a la sustitución casquillo de bronce de la luneta.

## Operaciones de fresado
Con el uso creciente de las fresadoras de control numérico están aumentando las operaciones de fresado que se pueden realizar con este tipo de máquinas, siendo así que el fresado se ha convertido en un método polivalente de mecanizado. El desarrollo de las herramientas ha contribuido también a crear nuevas posibilidades de fresado además de incrementar de forma considerable la productividad, la calidad y exactitud de las operaciones realizadas.
El fresado consiste principalmente en el corte del material que se mecaniza con una herramienta rotativa de varios filos, que se llaman dientes, labios o plaquitas de metal duro, que ejecuta movimientos de avance programados de la mesa de trabajo en casi cualquier dirección de los tres ejes posibles en los que se puede desplazar la mesa donde va fijada la pieza que se mecaniza.
Las herramientas de fresar se caracterizan por su diámetro exterior, el número de dientes, el paso de los dientes (distancia entre dos dientes consecutivos) y el sistema de fijación de la fresa en la máquina.
En las fresadoras universales utilizando los accesorios adecuados o en las fresadoras de control numérico se puede realizar la siguiente relación de fresados:

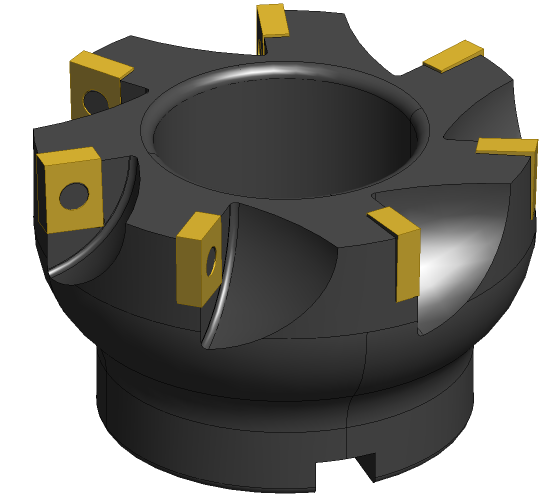
Fresa de planear de plaquitas de metal duro.

- Planeado. La aplicación más frecuente de fresado es el planeado, que tiene por objetivo conseguir superficies planas. Para el planeado se utilizan generalmente fresas de planear de plaquitas intercambiables de metal duro, existiendo una gama muy variada de diámetros de estas fresas y del número de plaquitas que monta cada fresa. Los fabricantes de plaquitas recomiendan como primera opción el uso de plaquitas redondas o con ángulos de 45° como alternativa.
- Fresado en escuadra. El fresado en escuadra es una variante del planeado que consiste en dejar escalones perpendiculares en la pieza que se mecaniza. Para ello se utilizan plaquitas cuadradas o rómbicas situadas en el portaherramientas de forma adecuada.

- Cubicaje. La operación de cubicaje es muy común en fresadoras verticales u horizontales y consiste en preparar los tarugos de metal u otro material como mármol o granito en las dimensiones cúbicas adecuadas para operaciones posteriores. Este fresado también se realiza con fresas de planear de plaquitas intercambiables.

- Corte. Una de las operaciones iniciales de mecanizado que hay que realizar consiste muchas veces en cortar las piezas a la longitud determinada partiendo de barras y perfiles comerciales de una longitud mayor. Para el corte industrial de piezas se utilizan indistintamente sierras de cinta o fresadoras equipadas con fresas cilíndricas de corte. Lo significativo de las fresas de corte es que pueden ser de acero rápido o de metal duro. Se caracterizan por ser muy delgadas (del orden de 3 mm aunque puede variar), tener un diámetro grande y un dentado muy fino. Se utilizan fresas de disco relativamente poco espesor (de 0,5 a 6 mm) y hasta 300 mm de diámetro con las superficies laterales retranqueadas para evitar el rozamiento de estas con la pieza.[8]

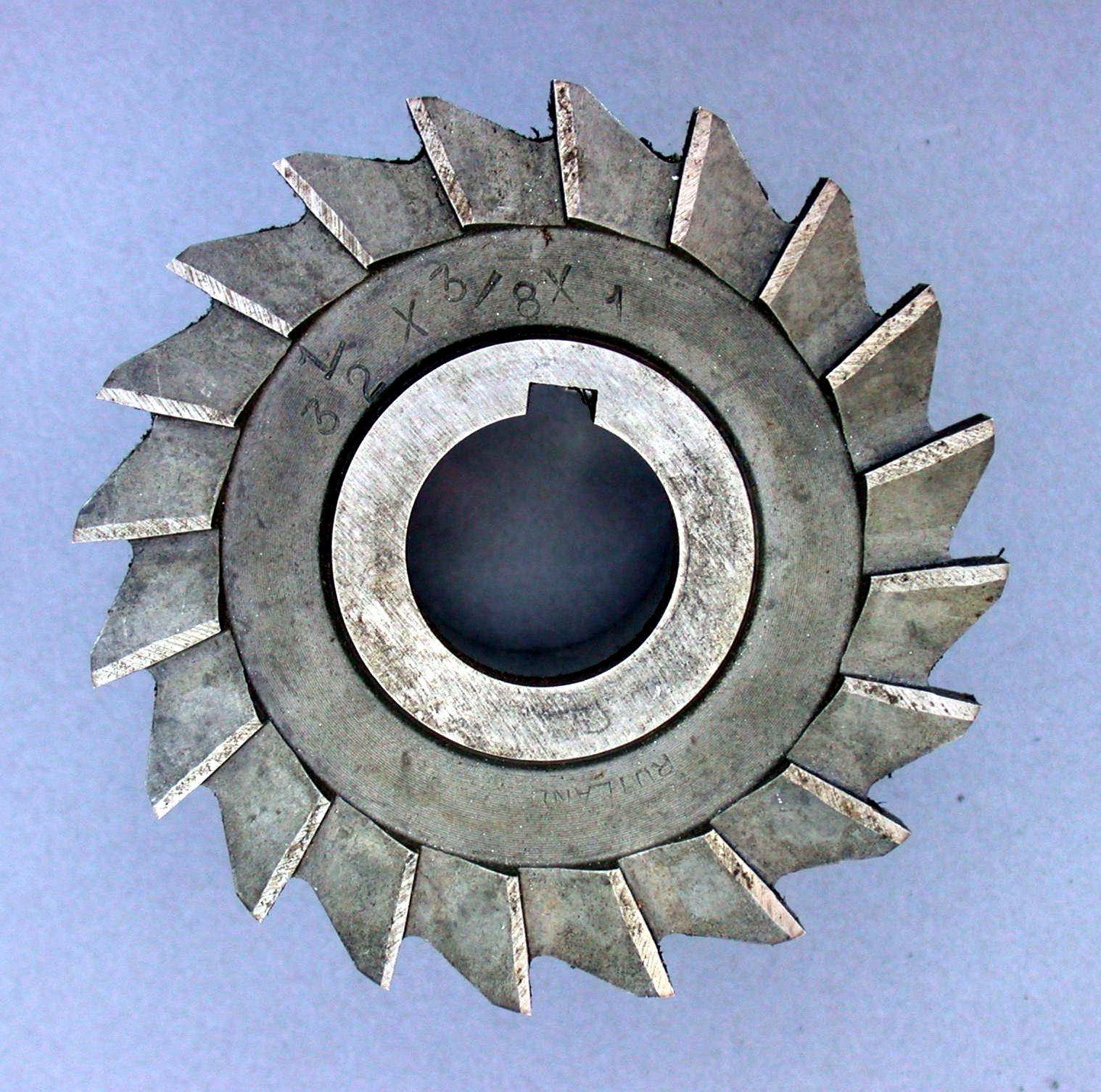
Fresa de disco para ranurar.

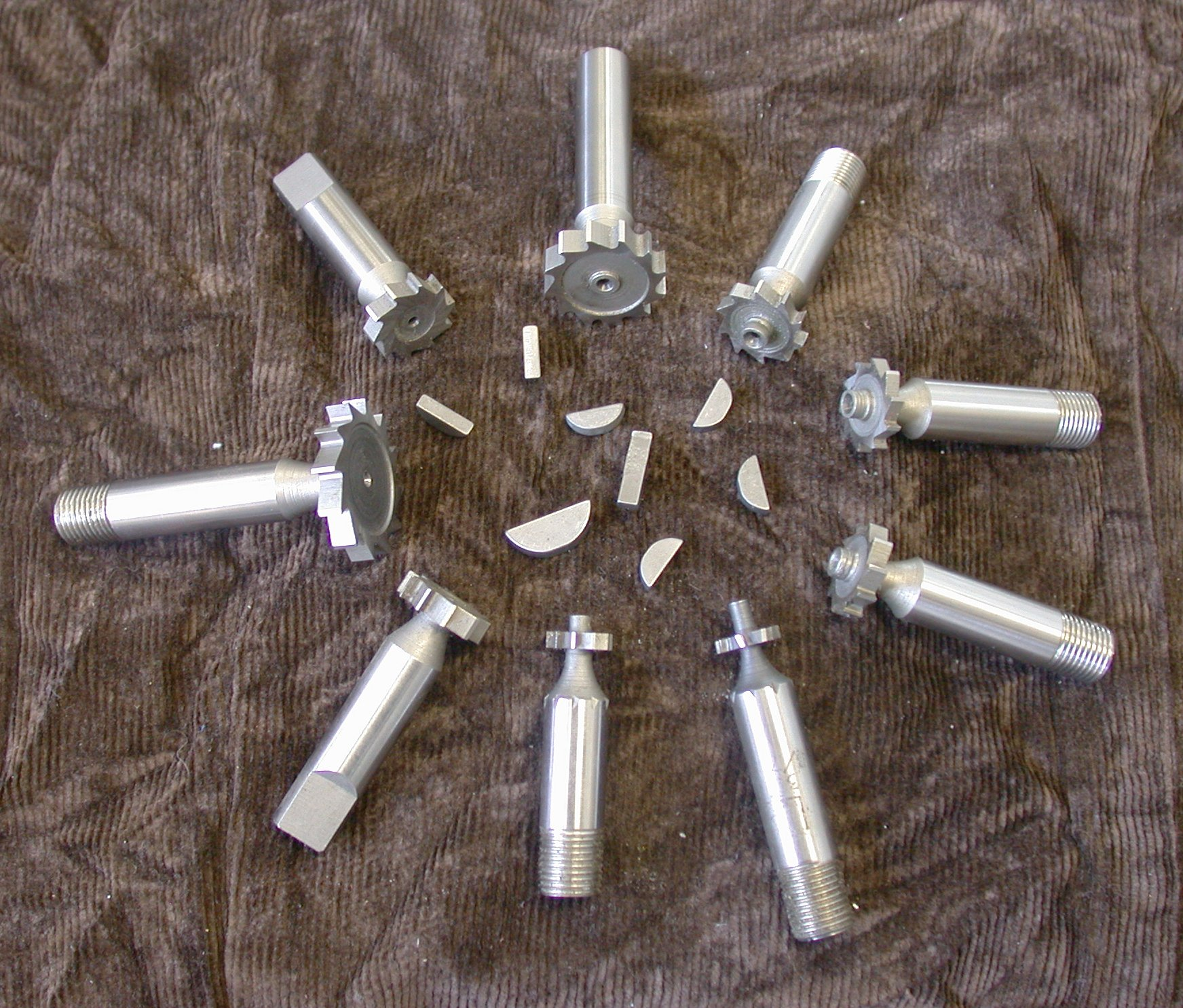
Fresas para ranurado de chaveteros.

- Ranurado recto. Para el fresado de ranuras rectas se utilizan generalmente fresas cilíndricas con la anchura de la ranura y, a menudo, se montan varias fresas en el eje portafresas permitiendo aumentar la productividad de mecanizado. Al montaje de varias fresas cilíndricas se le denomina tren de fresas o fresas compuestas. Las fresas cilíndricas se caracterizan por tener tres aristas de corte: la frontal y las dos laterales. En la mayoría de aplicaciones se utilizan fresas de acero rápido ya que las de metal duro son muy caras y por lo tanto solo se emplean en producciones muy grandes.

- Ranurado de forma. Se utilizan fresas de la forma adecuada a la ranura, que puede ser en forma de T, de cola de milano, etc.

- Ranurado de chaveteros. Se utilizan fresas cilíndricas con mango, conocidas en el argot como bailarinas, con las que se puede avanzar el corte tanto en dirección perpendicular a su eje como paralela a este.

- Copiado. Para el fresado en copiado se utilizan fresas con plaquitas de perfil redondo a fin de poder realizar operaciones de mecanizado en orografías y perfiles de caras cambiantes. Existen dos tipos de fresas de copiar: las de perfil de media bola y las de canto redondo o tóricas.

- Fresado de cavidades. En este tipo de operaciones es recomendable realizar un taladro previo y a partir del mismo y con fresas adecuadas abordar el mecanizado de la cavidad teniendo en cuenta que los radios de la cavidad deben ser al menos un 15% superior al radio de la fresa.

- Torno-fresado. Este tipo de mecanizado utiliza la interpolación circular en fresadoras de control numérico y sirve tanto para el torneado de agujeros de precisión como para el torneado exterior. El proceso combina la rotación de la pieza y de la herramienta de fresar siendo posible conseguir una superficie de revolución. Esta superficie puede ser concéntrica respecto a la línea central de rotación de la pieza. Si se desplaza la fresa hacia arriba o hacia abajo coordinadamente con el giro de la pieza pueden obtenerse geometrías excéntricas, como el de una leva, o incluso el de un árbol de levas o un cigüeñal. Con el desplazamiento axial es posible alcanzar la longitud requerida.

- Fresado de roscas. El fresado de roscas requiere una fresadora capaz de realizar interpolación helicoidal simultánea en dos grados de libertad: la rotación de la pieza respecto al eje de la hélice de la rosca y la traslación de la pieza en la dirección de dicho eje. El perfil de los filos de corte de la fresa deben ser adecuados al tipo de rosca que se mecanice.

- Fresado frontal. Consiste en el fresado que se realiza con fresas helicoidales cilíndricas que atacan frontalmente la operación de fresado. En las fresadoras de control numérico se utilizan cada vez más fresas de metal duro totalmente integrales que permiten trabajar a velocidades muy altas.

- Fresado de engranajes. El fresado de engranajes apenas se realiza ya en fresadoras universales mediante el plato divisor, sino que se hacen en máquinas especiales llamadas talladoras de engranajes y con el uso de fresas especiales del módulo de diente adecuado.

- Taladrado, escariado y mandrinado. Estas operaciones se realizan habitualmente en las fresadoras de control numérico dotadas de un almacén de herramientas y utilizando las herramientas adecuadas para cada caso.

- Mortajado. Consiste en mecanizar chaveteros en los agujeros, para lo cual se utilizan brochadoras o bien un accesorio especial que se acopla al cabezal de las fresadoras universales y transforma el movimiento de rotación en un movimiento vertical alternativo.

- Fresado en rampa. Es un tipo de fresado habitual en el mecanizado de moldes que se realiza con fresadoras copiadoras o con fresadoras de control numérico.

## Consideraciones generales para el fresado

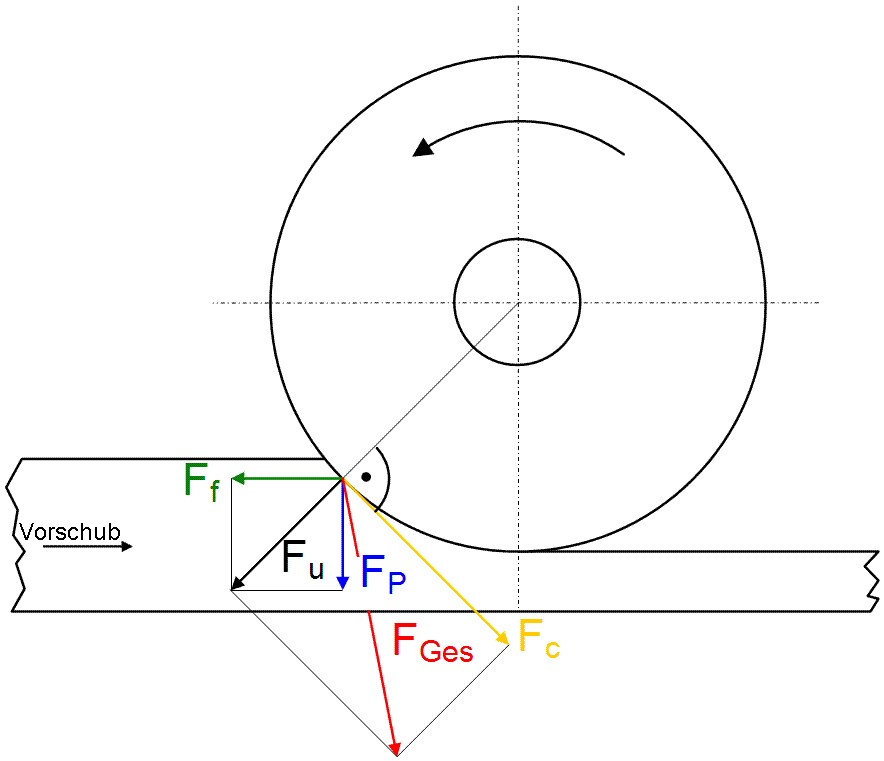
Fresado a favor.

Para que los trabajos de fresado se realicen en las mejores condiciones se han de cumplir una serie de requisitos. Se debe asegurar una buena rigidez de la máquina y que tenga la potencia suficiente para poder utilizar las herramientas más convenientes. Asimismo debe utilizarse el menor voladizo de la herramienta con el husillo que sea posible.
Respecto de las herramientas de fresar, hay que adecuar el número de dientes, labios o plaquitas de las fresas procurando que no haya demasiados filos trabajando simultáneamente. El diámetro de las fresas de planear debe ser el adecuado de acuerdo con la anchura de corte.
En los parámetros de corte hay que seleccionar el avance de trabajo por diente más adecuado de acuerdo con las características del mecanizado como el material de la pieza, las características de la fresa, la calidad y precisión requeridas para la pieza y la evacuación de la viruta. Siempre que sea posible, hay que realizar el fresado en concordancia y utilizar plaquitas de geometría positiva, es decir, con ángulo de desprendimiento positivo. Debe utilizarse refrigerante sólo si es necesario, pues el fresado se realiza en mejores condiciones sin refrigerante en la mayoría de las aplicaciones de las plaquitas de metal duro.

## Problemas habituales en el fresado
Durante el fresado pueden aparecer una serie de problemas que dificultan la calidad de las operaciones de fresado. Los problemas más habituales se muestran en la siguiente tabla:
| Problemas habituales             | Problemas habituales                           | Causas posibles    | Causas posibles    | Causas posibles     | Causas posibles     | Causas posibles      | Causas posibles      | Causas posibles | Causas posibles | Causas posibles       | Causas posibles                              |
| -------------------------------- | ---------------------------------------------- | ------------------ | ------------------ | ------------------- | ------------------- | -------------------- | -------------------- | --------------- | --------------- | --------------------- | -------------------------------------------- |
| Problemas habituales             | Problemas habituales                           | Velocidad de corte | Velocidad de corte | Velocidad de avance | Velocidad de avance | Profundidad de corte | Profundidad de corte | Tipo de fresa   | Tipo de fresa   | Tipo de fresa         | Tipo de fresa                                |
| Problemas habituales             | Problemas habituales                           | Alta               | Baja               | Alta                | Baja                | Alta                 | Baja                 | Poco dura       | Poco tenaz      | Radio de punta grande | Ángulo de desprendimiento pequeño o negativo |
| Alteración de los filos de corte | Desgaste de la superficie de incidencia        | X                  |                    |                     |                     |                      |                      | X               |                 |                       |                                              |
| Alteración de los filos de corte | Entallas en el filo                            | X                  |                    |                     |                     |                      |                      | X               |                 |                       |                                              |
| Alteración de los filos de corte | Craterización o deformación plástica           | X                  |                    | X                   |                     |                      |                      | X               |                 |                       | X                                            |
| Alteración de los filos de corte | Filo de aportación (viruta soldada en el filo) |                    | X                  |                     |                     |                      |                      |                 |                 |                       | X                                            |
| Alteración de los filos de corte | Pequeños astillamientos                        |                    | X                  |                     |                     |                      |                      |                 | X               |                       | X                                            |
| Alteración de los filos de corte | Rotura de dientes                              |                    |                    | X                   |                     | X                    |                      |                 | X               |                       |                                              |
| Virutas largas                   | Virutas largas                                 |                    |                    |                     | X                   |                      | X                    |                 |                 | X                     |                                              |
| Vibraciones                      | Vibraciones                                    | X                  |                    |                     | X                   | X                    |                      |                 |                 | X                     | X                                            |

Las vibraciones excesivas pueden ser causadas además por fijaciones incorrectas o poco rígidas o porque la pieza se deforme cuando incide sobre ella cada diente de la fresa. Además, el fresado en oposición genera más vibraciones que el fresado en concordancia. Dichas vibraciones afectan a las tolerancias dimensionales y a las rugosidades obtenidas, por lo que la armonía entre la herramienta y su movimiento de corte junto con la pieza y máquina es esencial para maximizar el mejor acabado. Otras causas de imperfecciones en las superficies mecanizadas son las alteraciones de los filos de corte, la falta de mantenimiento de la máquina y el uso incorrecto de los utillajes.

## Parámetros de corte del fresado

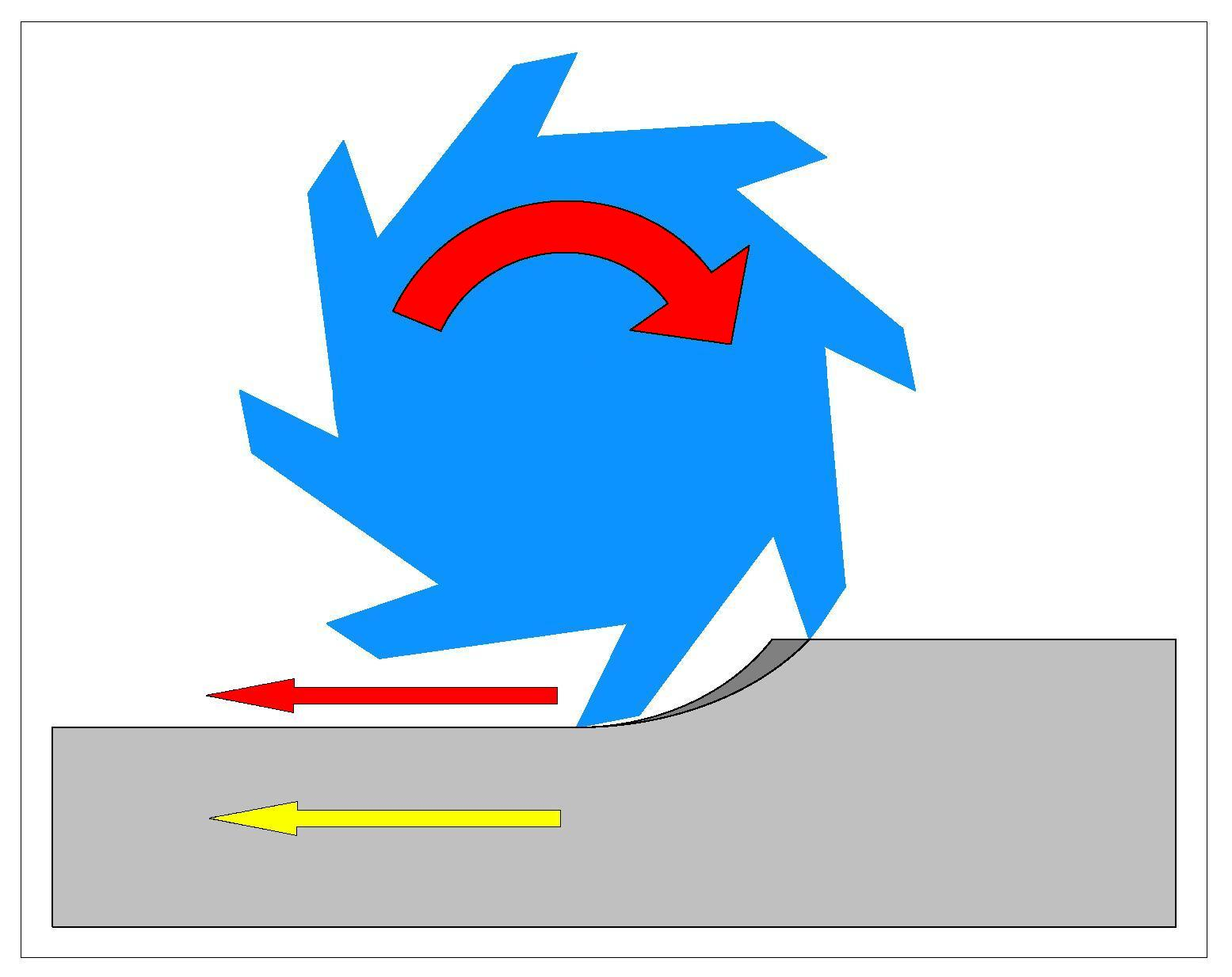
Fresado en concordancia, o hacia abajo.

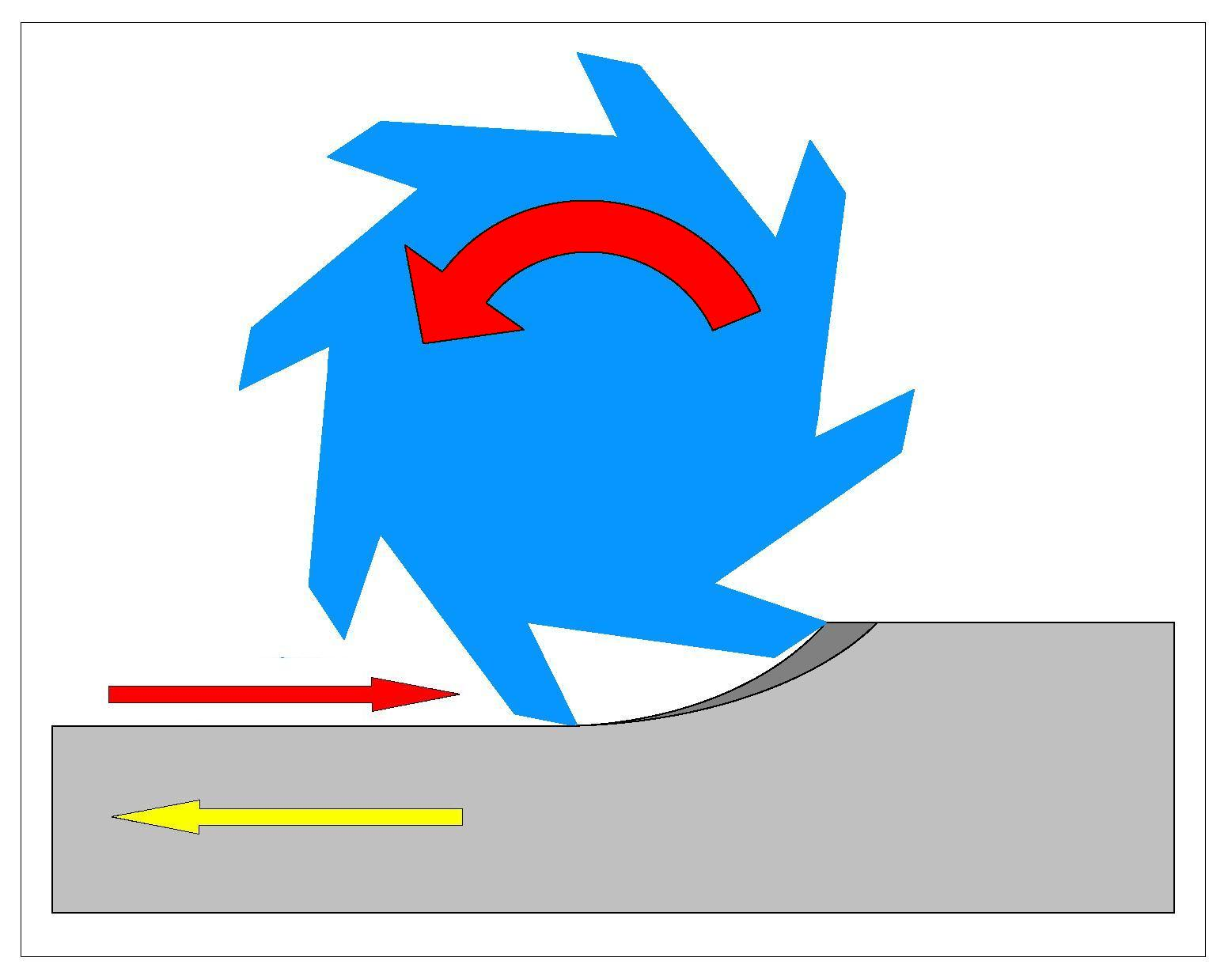
Fresado en oposición, o hacia arriba.

Los parámetros tecnológicos fundamentales que hay que considerar en el proceso de fresado son los siguientes:
- Elección del tipo de máquina, accesorios y sistemas de fijación de pieza y herramienta más adecuados.
- Elección del tipo de fresado: frontal, tangencial en concordancia o tangencial en oposición.
- Elección de los parámetros de corte: velocidad de corte (Vc), velocidad de giro de la herramienta (n), velocidad de avance (Va), profundidad de pasada (p), anchura de corte (Ac), etc.)

No hay unanimidad dentro del sector del mecanizado en las denominaciones de los procedimientos de fresado. El fresado tangencial también es denominado fresado periférico, fresado cilíndrico o fresado helicoidal. Los dos tipos de fresados tangenciales también son conocidos con varias denominaciones:
- Fresado en concordancia: fresado hacia abajo,[19] o fresado equicorriente.[8]
- Fresado en oposición: fresado hacia arriba,[19] o fresado normal.[8]

En el fresado en concordancia, la herramienta gira en el mismo sentido en el que avanza la pieza. Este tipo de fresado es también conocido como fresado hacia abajo debido a que, cuando el eje de giro de la fresa es horizontal, la componente vertical de la fuerza de corte está dirigida hacia la abajo. En el fresado en oposición, también conocido como fresado hacia arriba, ocurre lo contrario, es decir, la herramienta gira en sentido contrario al avance de la pieza y la componente vertical de la fuerza de corte se dirige hacia arriba.
Para obtener una buena calidad en la superficie mecanizada, el fresado en concordancia es el método de fresado más recomendable siempre que la máquina, la herramienta y los utillajes lo permitan.
En el fresado en oposición, el espesor de la viruta y la presión de corte aumentan según avanza la herramienta, por lo que se requiere menos potencia para la máquina. Sin embargo, este método presenta varios inconvenientes. Produce vibraciones en la máquina y una peor calidad superficial del mecanizado. Hay que tener cuidado con la sujeción de la pieza porque el empuje de la herramienta tenderá a expulsarla del amarre.
En el fresado en concordancia, los dientes de la fresa inician el corte de la pieza con el máximo espesor de viruta, por lo que se necesita mayor esfuerzo de corte que en el fresado en oposición. Cuando la fresa se retira de la pieza, el espesor de la viruta es menor y por tanto la presión de trabajo es menor, produciendo así un mejor acabado de la superficie mecanizada. Este método de fresado requiere máquinas de mayor potencia y rigidez. Este fresado favorece la sujeción de la pieza porque tiende a apretarla hacia abajo.
Al utilizar herramientas cuyos filos de corte permiten avanzar el corte en dirección axial y en dirección radial, como en las fresas de planear o las bailarinas, en la mayoría de los casos es recomendable que, cuando la fresa está cortando, se realicen prioritariamente los movimientos de avance en la dirección radial. Esto se debe a que la geometría de los filos de corte, en la mayoría de los casos, está diseñada para que se desgasten más lentamente al avanzar el corte en dirección radial. Teniendo esto en cuenta, los movimientos de profundización con estas herramientas se realizan preferentemente en vacío, se limitan a una perforación inicial o dicha perforación se realiza con otras herramientas, por ejemplo brocas o coronas trepanadoras. No obstante, cuando se utilizan plaquitas redondas en fresas de perfilar es indiferente la dirección de avance.

### Velocidad de corte
Se define como velocidad de corte a la velocidad lineal de la periferia de la fresa u otra herramienta que se utilice en el fresado. La velocidad de corte, que se expresa en metros por minuto (m/min), tiene que ser elegida antes de iniciar el mecanizado y su valor adecuado depende de muchos factores, especialmente de la calidad y tipo de fresa que se utilice, de la dureza y la maquinabilidad que tenga el material que se mecanice y de la velocidad de avance empleada. Las limitaciones principales de la máquina son su gama de velocidades, la potencia de los motores y de la rigidez de la fijación de la pieza y de la herramienta.
Como cada filo de corte de la fresa trabaja intermitentemente sobre la pieza, cortando únicamente durante una fracción de cada revolución de la herramienta, los filos de corte alcanzan temperaturas inferiores a las que se alcanzan en un torno y, en consecuencia, se utilizan velocidades de corte mayores. No obstante, el trabajo de la fresa en conjunto puede no considerarse intermitente, pues siempre hay un filo de corte en fase de trabajo.
A partir de la determinación de la velocidad de corte se puede determinar las revoluciones por minuto que tendrá el husillo portaherramientas según la siguiente fórmula:

{\displaystyle V_{c}\left[\mathrm {m \over min} \right]={\frac {n\ \mathrm {[min^{-1}]} \times \pi \times \mathrm {D_{c}[mm]} }{1000\left[{{\mbox{mm}} \over {\mbox{m}}}\right]}}}

Donde Vc es la velocidad de corte, n es la velocidad de rotación de la herramienta y Dc es el diámetro de la herramienta.
La velocidad de corte es el factor principal que determina la duración de la herramienta. Una alta velocidad de corte permite realizar el mecanizado en menos tiempo pero acelera el desgaste de la herramienta. Los fabricantes de herramientas y prontuarios de mecanizado ofrecen datos orientativos sobre la velocidad de corte adecuada de las herramientas para una vida útil o duración determinada de la herramienta, por ejemplo, 15 minutos. En ocasiones, es deseable ajustar la velocidad de corte para una duración diferente de la herramienta y optimizar la productividad, para lo cual, los valores de la velocidad de corte se multiplican por un factor de corrección. La relación entre este factor de corrección y la duración de la herramienta en operación de corte no es lineal.
Una velocidad de corte excesiva puede dar lugar a un desgaste muy rápido del filo de corte de la herramienta, a la deformación plástica del filo de corte con pérdida de tolerancia del mecanizado y, en general, a una calidad del mecanizado deficiente. Por otra parte, una velocidad de corte demasiado baja puede dar lugar a la formación de filo de aportación en la herramienta, a dificultades en la evacuación de viruta y al aumento del tiempo de mecanizado, lo cual se traduce en una baja productividad y un coste elevado del mecanizado.

### Velocidad de rotación de la herramienta
La velocidad de rotación del husillo portaherramientas se expresa habitualmente en revoluciones por minuto (rpm). En las fresadoras convencionales hay una gama limitada de velocidades, que dependen de la velocidad de giro del motor principal y del número de velocidades de la caja de cambios de la máquina. En las fresadoras de control numérico, esta velocidad es controlada con un sistema de realimentación en el que puede seleccionarse una velocidad cualquiera dentro de un rango de velocidades, hasta una velocidad máxima.
La velocidad de rotación de la herramienta es directamente proporcional a la velocidad de corte e inversamente proporcional al diámetro de la herramienta.

{\displaystyle n\ [{\mbox{min}}^{-1}]={V_{c}\left[{{\mbox{m}} \over {\mbox{min}}}\right]\times 1000\left[{{\mbox{mm}} \over {\mbox{m}}}\right] \over \pi \times D_{c}[mm]}}

### Velocidad de avance

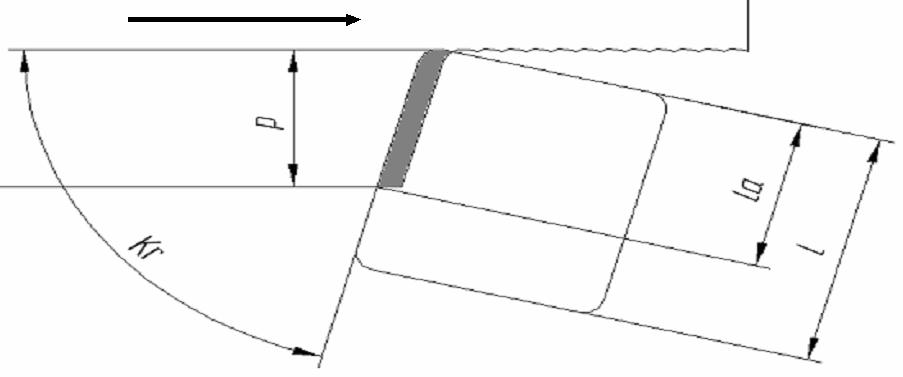
Diagrama de fresado frontal.
p: profundidad de pasada
la: longitud de corte efectiva
l: longitud de arista de corte
Κr: ángulo de posición

El avance o velocidad de avance en el fresado es la velocidad relativa entre la pieza y la herramienta, es decir, la velocidad con la que progresa el corte. El avance y el radio de la punta de la herramienta de corte son los dos factores más importantes de los cuales depende la rugosidad de la superficie obtenida en el fresado.
Cada fresa puede cortar adecuadamente en un rango de velocidades de avance por cada revolución de la herramienta, denominado avance por revolución (fn). Este rango depende fundamentalmente de número de dientes de la fresa, del tamaño de cada diente y de la profundidad de corte, además del tipo de material de la pieza y de la calidad y el tipo de plaquita de corte. Este rango de velocidades se determina experimentalmente y se encuentra en los catálogos de los fabricantes de plaquitas. Además esta velocidad está limitada por las rigideces de las sujeciones de la pieza y de la herramienta y por la potencia del motor de avance de la máquina. El grosor máximo de viruta en mm es el indicador de limitación más importante para una herramienta de fresado. El filo de corte de las herramientas se prueba para que tenga un valor determinado entre un mínimo y un máximo de grosor de la viruta.
El avance por revolución (fn) es el producto del avance por diente por el número de dientes (z) de la herramienta.
{\displaystyle f_{n}\left[\mathrm {mm \over rev} \right]=f_{z}\left[\mathrm {mm \over diente} \right]\times z\left[\mathrm {diente \over rev} \right]}
La velocidad de avance es el producto del avance por revolución por la velocidad de rotación de la herramienta.
{\displaystyle f\left[\mathrm {mm \over min} \right]=f_{n}\left[\mathrm {mm \over rev} \right]\times n\left[\mathrm {rev \over min} \right]=f_{z}\left[\mathrm {mm \over diente} \right]\times z\left[\mathrm {diente \over rev} \right]\times n\left[\mathrm {rev \over min} \right]}
Al igual que con la velocidad de rotación de la herramienta, en las fresadoras convencionales la velocidad de avance se selecciona de una gama de velocidades disponibles en una caja de cambios, mientras que las fresadoras de control numérico pueden trabajar con cualquier velocidad de avance hasta la máxima velocidad de avance de la máquina.
La velocidad de avance es decisiva para la formación de viruta, el consumo de potencia, la rugosidad superficial obtenida, las tensiones mecánicas, la temperatura en la zona de corte y la productividad. Una elevada velocidad de avance da lugar a un buen control de viruta y una mayor duración de la herramienta por unidad de superficie mecanizada, pero también da lugar a una elevada rugosidad superficial y un mayor riesgo de deterioro de la herramienta por roturas o por temperaturas excesivas. En cambio, una velocidad de avance baja da lugar a la formación de virutas más largas que pueden formar bucles y un incremento del tiempo de mecanizado, lo cual hace que la duración de la herramienta por unidad de superficie sea menor y que la producción sea más costosa.

### Profundidad de corte o de pasada
La profundidad de corte o profundidad de pasada (p) es la profundidad de la capa arrancada de la superficie de la pieza en una pasada de la herramienta. Habitualmente se expresa en milímetros (mm). La anchura de corte (s), expresado en mm, es la anchura de la parte de la pieza implicada en el corte. Estos parámetros hay que tenerlos en cuenta por la influencia que tiene en el cálculo de la sección de viruta y consecuentemente en la fuerza de corte necesaria para poder realizar el mecanizado.
La profundidad de pasada se establece a priori y depende principalmente de las creces de material a mecanizar, del grado de precisión dimensional a conseguir, de la potencia de la máquina y de la relación con respecto al avance seleccionado y de parámetros propios de la plaquita de corte como su tamaño, el radio de la punta y su perfil. Al realizar mecanizados de desbaste se utilizan filos con mayor longitud de arista de corte que permiten realizar mecanizados con mayores profundidades de pasada y velocidades de avance. Sin embargo, para las operaciones de acabado, se requiere una profundidad de corte menor.
La longitud de corte efectiva (la), cuyo valor máximo está directamente relacionado con la longitud de la arista del filo de corte, depende de la profundidad de pasada (p) y del ángulo de posición ({\displaystyle \kappa _{r}})
{\displaystyle la=p\times \cos(\kappa _{r})}

### Espesor y sección de viruta
La relación que existe entre el avance por diente de la fresa (fz) y la profundidad de pasada (p) constituye la sección de la viruta. La sección de viruta guarda también relación con el tipo de fresado que se realice, la sección de viruta es igual a
{\displaystyle S\ \mathrm {[mm^{2}]} =p\ \mathrm {[mm]} \times f_{z}\ \mathrm {[mm]} }
El espesor de la viruta corresponde al avance por diente de la fresa. 
El control de la sección y del espesor de la viruta son factores importantes a la hora de determinar el proceso de mecanizado. Cuanto menor sea el espesor de la viruta en el momento del arranque, la carga del filo será menor y esto permitirá aplicar mayores velocidades de avance por diente sin dañar al mismo, teniendo que reducir la profundidad de corte debido a los menores ángulos de posicionamiento de los filos. El poder controlar la sección de viruta depende principalmente de varios factores como la potencia de la máquina, la fijación o el sistema de amarre de la pieza, la sección del mango de la herramienta así como de la sujeción de las plaquitas y la geometría de las mismas. El aumento de la sección y espesor de viruta, entre otras variables, implica un aumento de la potencia necesaria para que se realice el arranque de material.

### Volumen de viruta arrancada
En el fresado tangencial, el volumen de viruta arrancado por minuto se expresa centímetros cúbicos por minuto y se obtiene de la siguiente fórmula:
{\displaystyle Q\ \mathrm {\left[cm^{3}/min\right]} ={A_{c}\ \mathrm {[mm]} \times p\ \mathrm {[mm]} \times f\ \mathrm {[mm/min]}  \over 1000\ \mathrm {[mm^{3}/cm^{3}]} }}
Donde Q es el volumen de viruta arrancado por minuto, Ac es el ancho del corte, p es la profundidad de pasada, y f es la velocidad de avance. Este dato es importante para determinar la potencia necesaria de la máquina y la vida útil de las herramientas.

### Tiempo de mecanizado
Para poder calcular el tiempo de mecanizado en una fresadora hay que tener en cuenta la longitud de aproximación y salida de la fresa de la pieza que se mecaniza. Esta longitud depende del tipo de fresado. Por ejemplo, en el planeado la longitud de aproximación coincide con la mitad del diámetro de la herramienta; en el fresado de ranuras es diferente y depende la profundidad de la ranura y del diámetro de la fresa; y en el fresado por contorneado interior o exterior las longitudes de mecanizado dependen del diámetro de la fresa y de la geometría de la superficie contorneada.
El tiempo de mecanizado puede calcularse a partir de la siguiente ecuación.
{\displaystyle T_{m}\ \mathrm {[min]} ={Lon\ de\ aprox{\acute {o}}n\ \mathrm {[mm]} +Lon\ pie\ \mathrm {[mm]}  \over f\ \mathrm {[mm/min]} }};
donde Tm es el tiempo de mecanizado y f es la velocidad de avance.

### Fuerza específica de corte

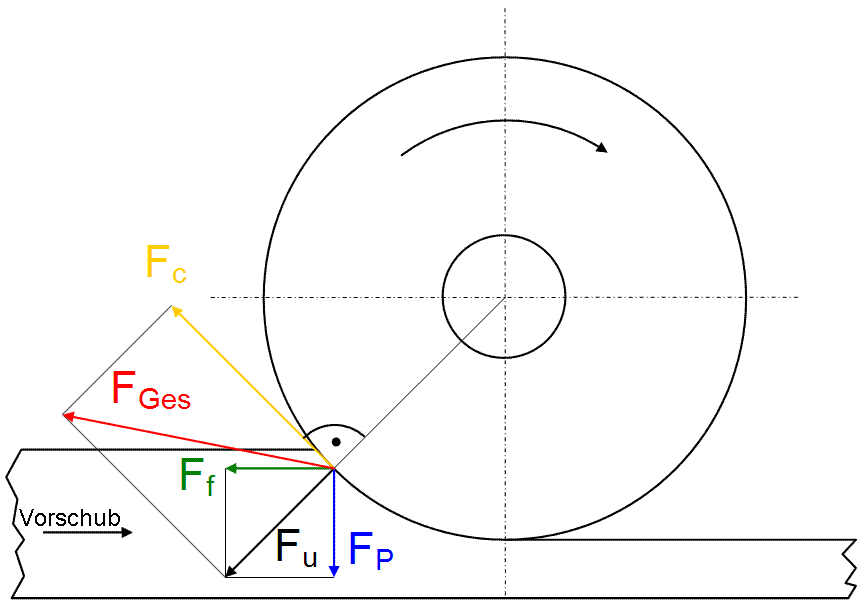
Fresado en oposición.

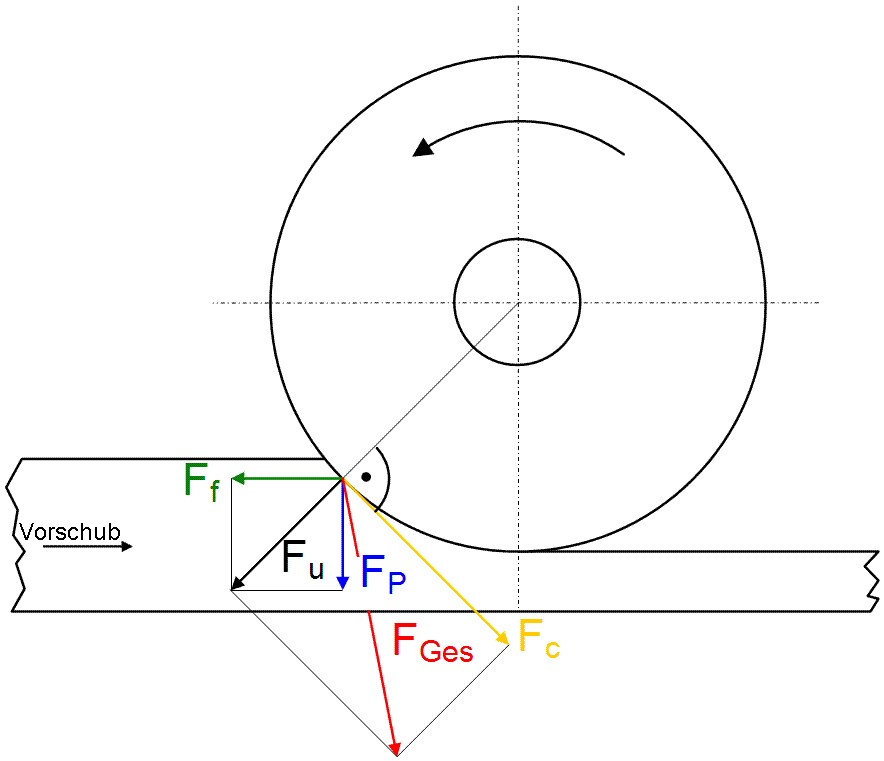
Fresado en concordancia.

La fuerza de corte es un parámetro a tener en cuenta para evitar roturas y deformaciones en la herramienta y en la pieza y para poder calcular la potencia necesaria para efectuar un determinado mecanizado. Este parámetro está en función del avance de fresado, de la velocidad de corte, de la maquinabilidad del material, de la dureza del material, de las características de la herramienta y del espesor medio de la viruta. Todos estos factores se engloban en un coeficiente denominado fuerza específica de corte (kc), que se expresa en N/mm².

### Potencia de corte
La potencia de corte (Pc) necesaria para efectuar un determinado mecanizado habitualmente se expresa en kilovatios (kW) y se calcula a partir del valor del volumen de arranque de viruta, la fuerza específica de corte y del rendimiento que tenga la fresadora. Esta fuerza específica de corte (kc) es una constante que se determina en función del tipo de material que se está mecanizando, la geometría de la herramienta, el espesor de viruta, etc. 
Para poder obtener el valor de potencia correcto, el valor obtenido tiene que dividirse por un determinado valor adimensional que tiene en cuenta el rendimiento de la máquina (ρ). Este valor es la relación entre la potencia de corte efectiva, es decir, la potencia necesaria en la herramienta; respecto a la potencia consumida el motor de accionamiento principal de la máquina.
{\displaystyle P_{c}\ \mathrm {[kW]} ={A_{c}\ \mathrm {[mm]} \times p\ \mathrm {[mm]} \times f\ \mathrm {\left[{mm \over min}\right]} \times k_{c}\mathrm {\left[{N \over mm^{2}}\right]}  \over 60\mathrm {\left[{s \over min}\right]} \times 10^{3}\mathrm {\left[{mm \over m}\right]} \times 10^{3}\mathrm {\left[{W \over kW}\right]} \times \rho }={A_{c}\times p\times f\times k_{c} \over 60\times 10^{6}\times \rho }}
donde Pc es la potencia de corte, Ac es el ancho de corte; p es la profundidad de pasada, f es la velocidad de avance, kc es la fuerza específica de corte y ρ es el rendimiento de la máquina.

## Vida útil de la herramienta
Predecir la vida útil de la herramienta en el fresado CNC es importante para garantizar la eficacia y la estabilidad en el mecanizado de materiales difíciles de cortar que se utilizan habitualmente en componentes de precisión, como los de la industria aeroespacial y militar. Estos materiales suelen provocar un rápido desgaste de la herramienta y problemas como la formación de bordes acumulados.
La vida útil de la herramienta en el fresado se define normalmente como el volumen de material eliminado antes de que el desgaste del flanco alcance la mitad de la profundidad de corte.
Para reducir las interrupciones del proceso y mejorar la precisión, se suelen monitorizar señales como la fuerza de corte, la vibración, la emisión acústica y el consumo de energía para estimar el estado de la herramienta durante el funcionamiento.

## Mecanizado rápido
El concepto de mecanizado rápido, también llamado mecanizado de alta velocidad (MAV), se refiere al que se produce en las modernas máquinas herramientas de control numérico equipadas con cabezales potentes y robustos que les permiten girar a muchos miles de revoluciones por minuto hasta del orden de 30.000 rpm, y avances de trabajo muy grandes cuando se trata del mecanizado de materiales blandos y con mucho vaciado de viruta tal y como ocurre en la fabricación de moldes o de grandes componentes de la industria aeronáutica. Los metales y aleaciones de fácil mecanización son los más adecuados para el concepto de mecanizado rápido. Para el mecanizado rápido de piezas con formas complejas se usan sistemas CAM que generan trayectorias específicas de alta velocidad, para desbaste y para acabado.

## Fresado en seco y con refrigerante

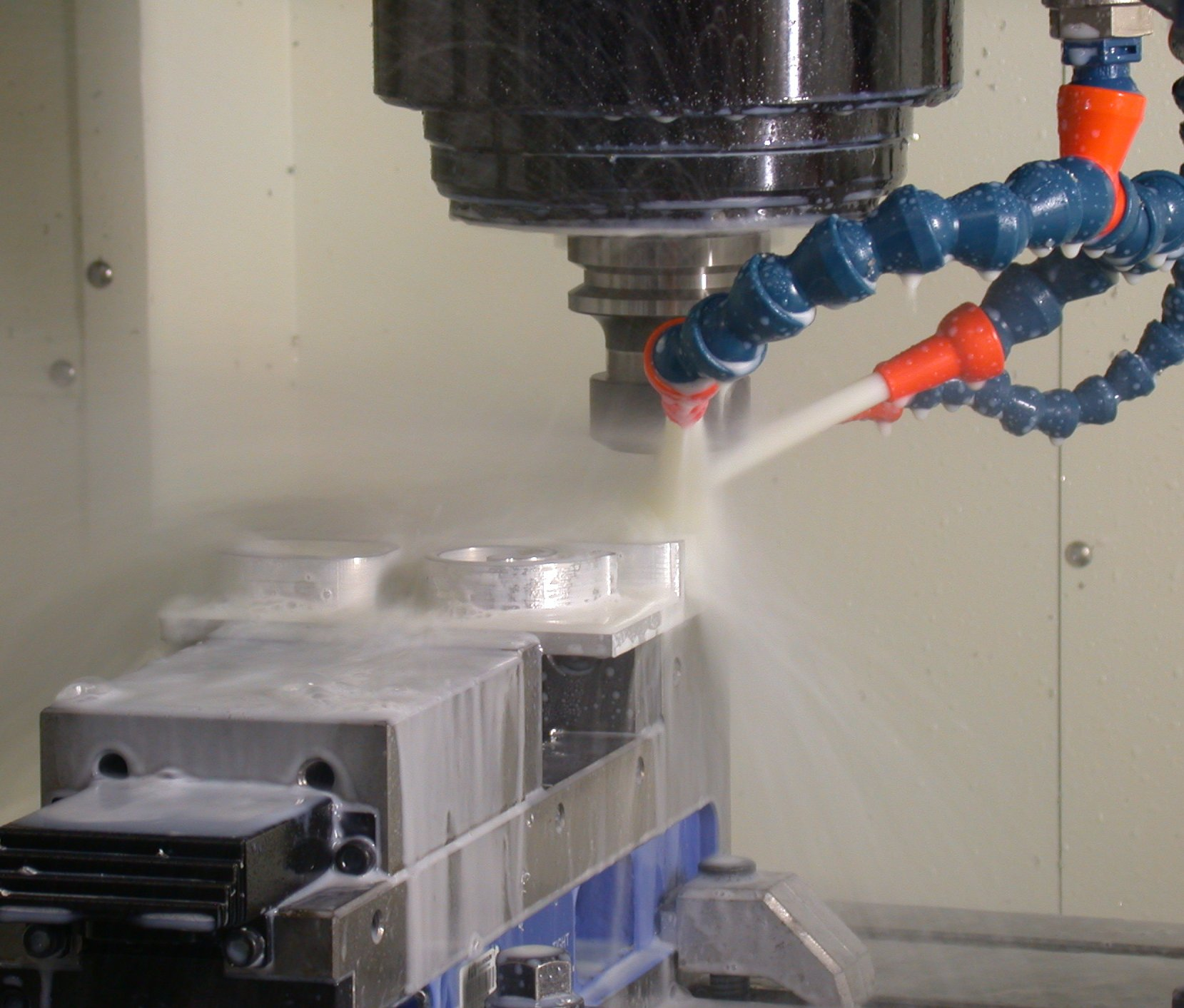
Fresado de aluminio utilizando taladrina.

En la actualidad el fresado en seco de ciertos materiales es completamente viable cuando se utilizan herramientas de metal duro, por eso hay una tendencia reciente a efectuar los mecanizados en seco siempre que la calidad de la herramienta lo permita. La inquietud por la eficiencia en el uso de refrigerantes de corte se despertó durante los años 1990, cuando estudios realizados en empresas de fabricación de componentes para automoción en Alemania pusieron de relieve el coste elevado del ciclo de vida del refrigerante, especialmente en su reciclado.
Sin embargo, el mecanizado en seco no es adecuado para todas las aplicaciones, especialmente para taladrados, roscados y mandrinados para garantizar la evacuación de las virutas, especialmente si se utilizan fresas de acero rápido. Tampoco es recomendable fresar en seco materiales pastosos o demasiado blandos como el aluminio o el acero de bajo contenido en carbono ya que es muy probable que los filos de corte se embocen con el material que cortan, formándose un filo de aportación que causa imperfecciones en el acabado superficial, dispersiones en las medidas de la pieza e incluso roturas de los filos de corte. En el caso de mecanizar materiales poco dúctiles que tienden a formar viruta corta, como la fundición gris, la taladrina es beneficiosa como agente limpiador, evitando la formación de nubes tóxicas de aerosoles. La taladrina es imprescindible al fresar materiales abrasivos como el acero inoxidable.
En el fresado en seco la maquinaria debe estar preparada para absorber sin problemas el calor producido en la acción de corte. Para evitar excesos de temperatura por el sobrecalentamiento de husillos, herramientas y otros elementos, suelen incorporarse circuitos internos de refrigeración por aceite o aire. 
Salvo excepciones, el fresado en seco se ha generalizado y ha servido para que las empresas se hayan cuestionado usar taladrina únicamente en las operaciones necesarias y con el caudal necesario. Es necesario evaluar con cuidado operaciones, materiales, piezas, exigencias de calidad y maquinaria para identificar los beneficios de eliminar el aporte de refrigerante.

## Gestión económica del fresado
Cuando los ingenieros diseñan una máquina, un equipo o un utensilio, lo hacen mediante el acoplamiento de una serie de componentes de materiales diferentes y que requieren procesos de mecanizado para conseguir las tolerancias de fabricación adecuadas.
La suma del coste de la materia prima de una pieza, el coste del proceso de mecanizado y el coste de las piezas fabricadas de forma defectuosa constituyen el coste total de una pieza.
Desde siempre el desarrollo tecnológico ha tenido como objetivo conseguir la máxima calidad posible de los componentes así como el precio más bajo posible tanto de la materia prima como de los costes de mecanizado.
Para reducir el coste de fresado y del mecanizado en general se ha actuado bajo las buenas prácticas de manufactura, en los siguientes frentes:
- Conseguir materiales con mejor maquinabilidad, de manera que una vez mecanizados en blando son endurecidos mediante tratamientos térmicos que mejoran de forma muy sensible sus prestaciones mecánicas de dureza y resistencia principalmente.

- Conseguir herramientas de mecanizado de mejor calidad para aumentar de forma considerable las condiciones tecnológicas del mecanizado, tanto su velocidad de corte como el avance de trabajo sin que se deterioren los filos de corte de las herramientas.

- Construir fresadoras más robustas, rápidas y precisas que consigan reducir sensiblemente el tiempo de mecanizado así como conseguir piezas de mayor calidad y tolerancias más estrechas.

- Ajustar los parámetros de corte a valores óptimos de productividad,[24] incluyendo movimientos y cortes de entrada.

Para disminuir el índice de piezas defectuosas se ha conseguido automatizar al máximo el trabajo de las fresadoras, disminuyendo drásticamente el fresado manual, y construyendo fresadoras automáticas muy sofisticadas o fresadoras guiadas por ordenador que ejecutan un mecanizado de acuerdo a un programa establecido previamente.

## Condiciones de trabajo con fresadora

### Normas de seguridad en el trabajo con fresadoras
Al manipular la fresadora, hay que observar una serie de requisitos para que las condiciones de trabajo mantengan unos niveles adecuados de seguridad y salud. Los riesgos más frecuentes con este tipo de máquinas son contactos accidentales con la herramienta o con la pieza en movimiento, atrapamientos por los órganos de movimiento de la máquina, proyecciones de la pieza, de la herramienta o de las virutas, dermatitis por contacto con los líquidos refrigerantes y cortes al manipular herramientas o virutas.
Para los riesgos de contacto y atrapamiento deben tomarse medidas como el uso de pantallas protectoras, evitar utilizar ropas holgadas, especialmente en lo que se refiere a mangas anchas, corbatas, pañuelos o bufandas y, si se trabaja con el pelo largo, llevarlo recogido.
Para los riesgos de proyección de parte o la totalidad de la pieza o de la herramienta, generalmente por su ruptura, deben utilizarse pantallas protectoras y cerrar las puertas antes de la operación.
Para los riesgos de dermatitis y cortes por la manipulación de elementos, deben utilizarse guantes de seguridad. Además, los líquidos de corte deben utilizarse únicamente cuando sean necesarios.
Además, la propia máquina debe disponer de elementos de seguridad, como enclavamientos que eviten la puesta en marcha involuntaria; botones de parada de emergencia de tipo seta estando el resto de pulsadores encastrados y situados fuera de la zona de peligro. Es recomendable que los riesgos sean eliminados tan cerca de su lugar de generación y tan pronto como sea posible, disponiendo de un sistema de aspiración en la zona de corte, pantallas de seguridad y una buena iluminación. Estas máquinas deben estar en un lugar nivelado y limpio para evitar caídas. En las máquinas en las que, una vez tomadas las medidas de protección posibles, persista un riesgo residual, éste debe estar adecuadamente señalizado mediante una señalización normalizada.
| 1  | Utilizar equipo de seguridad: gafas de seguridad, caretas, entre otros..                                                                                       |
| 2  | No utilizar ropa holgada o muy suelta. Se recomiendan las mangas cortas.                                                                                       |
| 3  | Utilizar ropa de algodón. |
| 4  | Utilizar calzado de seguridad. |
| 5  | Mantener el lugar siempre limpio. |
| 6  | Si se mecanizan piezas pesadas utilizar polipastos adecuados para cargar y descargar las piezas de la máquina.                                                 |
| 7  | Es preferible llevar el pelo corto. Si es largo no debe estar suelto sino recogido.                                                                            |
| 8  | No vestir joyería, como collares o anillos. |
| 9  | Siempre se deben conocer los controles y el funcionamiento de la fresadora. Se debe saber como detener su funcionamiento en caso de emergencia.                |
| 10 | Es muy recomendable trabajar en un área bien iluminada que ayude al operador, pero la iluminación no debe ser excesiva para que no cause demasiado resplandor. |

### Perfil de los fresadores profesionales
Ante la diversidad de tipos de fresadoras que existen, también existen diferentes perfiles de los profesionales dedicados a estas máquinas. Estos profesionales pueden clasificarse en programadores de CNC, preparadores y fresadores.
Los programadores de CNC son imprescindibles cuando se utilizan fresadoras de control numérico, pues es necesario que se elabore el programa de las operaciones que tiene que realizar la máquina para el mecanizado de las piezas. Un programador de CNC debe ser un buen conocedor de los factores que intervienen en el mecanizado; las características y la disponibilidad de las máquinas, las herramientas de corte y de sujeción; los tipos de material a mecanizar y sus características de mecanización, el uso de refrigerantes, la cantidad de piezas a mecanizar y los requisitos de tolerancias de fabricación y acabado superficial que se requieren para las piezas fabricadas. Además debe ser capaz de interpretar correctamente de los planos de las piezas y la técnica de programación que utilice de acuerdo con el equipo que tenga la fresadora.

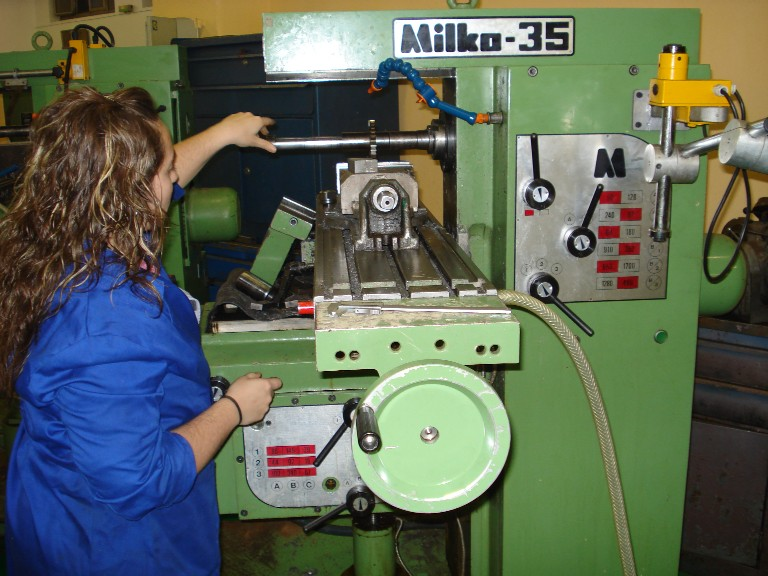
Preparando la máquina. IES Politécnico Sevilla.

Un preparador de fresadoras es un técnico cualificado que se encarga de poner a punto estas máquinas cada vez que se produce un cambio en las operaciones a realizar en el mecanizado de piezas. En las industrias donde hay instaladas varias fresadoras de gran producción o de control numérico, debe haber un profesional específico encargado para estas tareas, pero cuando la producción menor, son los propios encargados de las operaciones de la máquina los que preparan la máquina.
Una vez que la fresadora ha sido preparada para un trabajo determinado, el control posterior del trabajo de la máquina suele encargarse a una persona de menor preparación técnica que sólo debe ocuparse de que la calidad de las piezas mecanizadas se vaya cumpliendo dentro de las calidades de tolerancia y rugosidad exigidas. A veces un operario es capaz de atender a varias fresadoras, si éstas tienen automatizados el sistema de alimentación de piezas mediante autómatas programables.
Los fresadores de máquinas convencionales son operarios cualificados que se encargan de realizar las operaciones que intervienen en el proceso de mecanización con máquinas herramientas convencionales y especializadas, comprobando piezas y acoplamientos, empleando los equipos, máquinas e instrumentos de medida y verificación necesarios, realizando el mantenimiento de primer nivel y estableciendo los procesos de trabajo, introducción y ajuste de parámetros, siguiendo las instrucciones indicadas en los documentos técnicos, en condiciones de autonomía, calidad y seguridad.